# Nachschubbasis Giswil

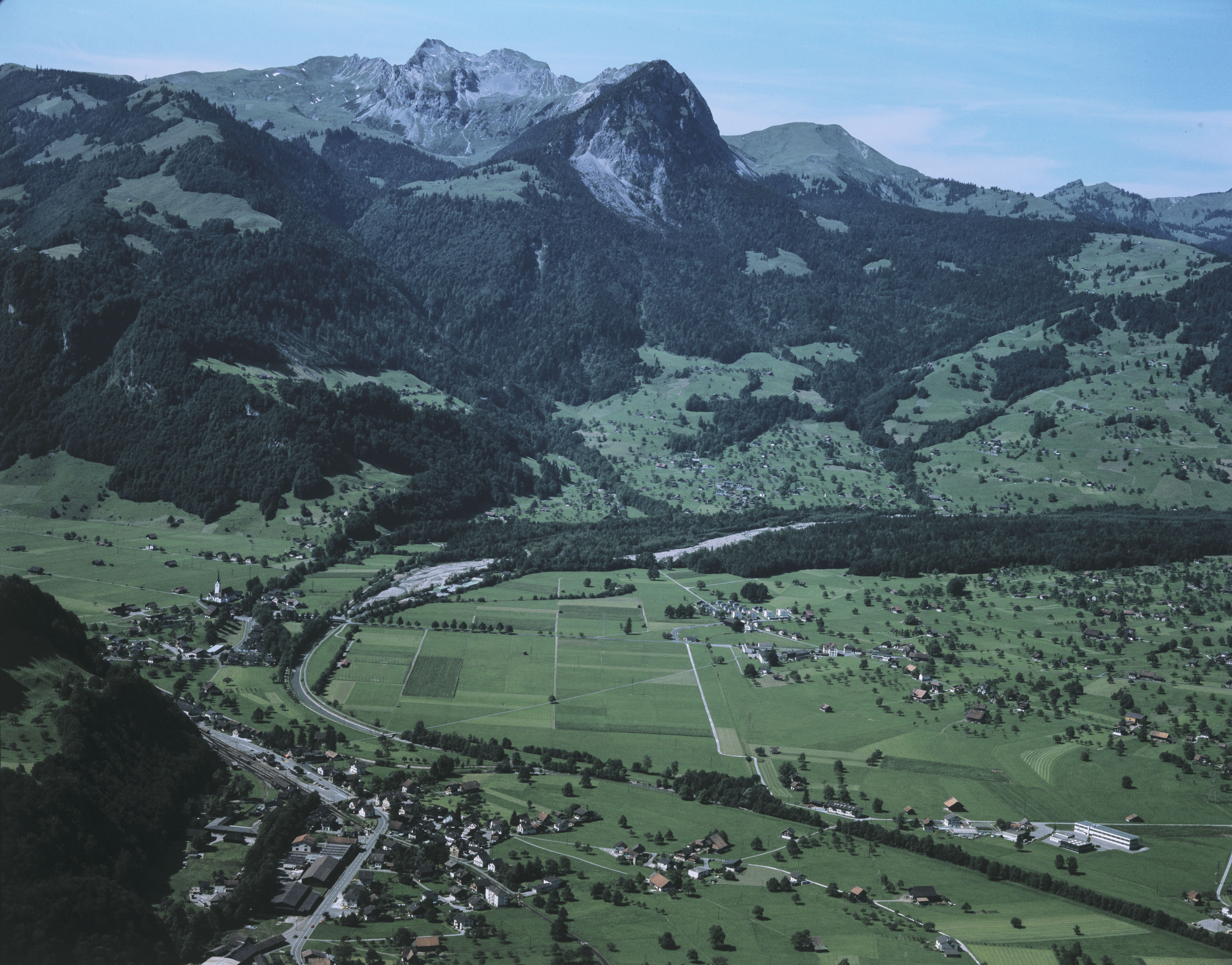
Giswil (1978), links Bahnhof und Anlagen Diechtersmatt

Die Nachschubbasis Giswil war ein Logistikstandort der Schweizer Armee in der Gemeinde Giswil im Kanton Obwalden in der Alpenstellung während des Zweiten Weltkriegs und des Kalten Krieges. Sie ist ein Beispiel für das Zusammenwirken des Milizsystems auf Bundes-, Kantons- und Gemeindeebene.

## Vorgeschichte
Damit sich die Armee in die Reduitstellung zurückziehen konnte, mussten dort die notwendigen Befestigungen und Logistikeinrichtungen gebaut und für sechs Monate Vorräte (Waffen, Munition, Treibstoffe, Kohle, Lebensmittel usw.) für die Truppe und die dortige Bevölkerung angelegt werden.
Mit dem Operationsbefehl Nr. 12 vom 17. Juli 1940 wurden von Juli bis August vier Divisionen (Div 1, 3, 6, 8) in die Voralpen/Alpen verschoben. Zusammen mit den zwei Divisionen (Div 7, 9), die bereits im Reduitbereich waren, befanden sich sechs von neun Divisionen im Reduit. Nachdem dort Festungen gebaut und Vorräte angelegt waren, wurden mit dem Operationsbefehl Nr. 13 vom 24. Mai 1941 auch die übrigen drei (Div 2, 4, 5) Divisionen in den Zentralraum verlegt.
Um die benötigten Mittel für die beabsichtigte Kampfführung in ausreichender Menge zur gewünschten Zeit an den richtigen Ort liefern oder von dort wegbringen zu können, war eine entsprechende logistische Planung, Beschaffung, Lagerung, Verwaltung und Verfügbarkeit von Transportmitteln (Requirierung) und Verkehrswegen (Rochadeachsen) sowie Kommunikationsmitteln (Funk, Telefon, Brieftauben) notwendig.
Die Verpflegungstruppen («Dienste hinter der Front») waren für das Ersatzwesen (Vorratsdepots) und den Nach- und Rückschub zuständig: Das umfasste Verpflegung, Treibstoffe, Schmiermittel, Munition, Mannschaftsunterkünfte, Pferdestallungen, Kleidung, Sanität, Veterinärdienst, Instandhaltung, Reparaturwesen, Feldpost, Verkehr und Transport. Diese wichtigen Einrichtungen und Anlagen mussten militärisch bewacht und geschützt werden. Dazu konnte die Bewachung und Beschäftigung von Internierten kommen.

## Geschichte

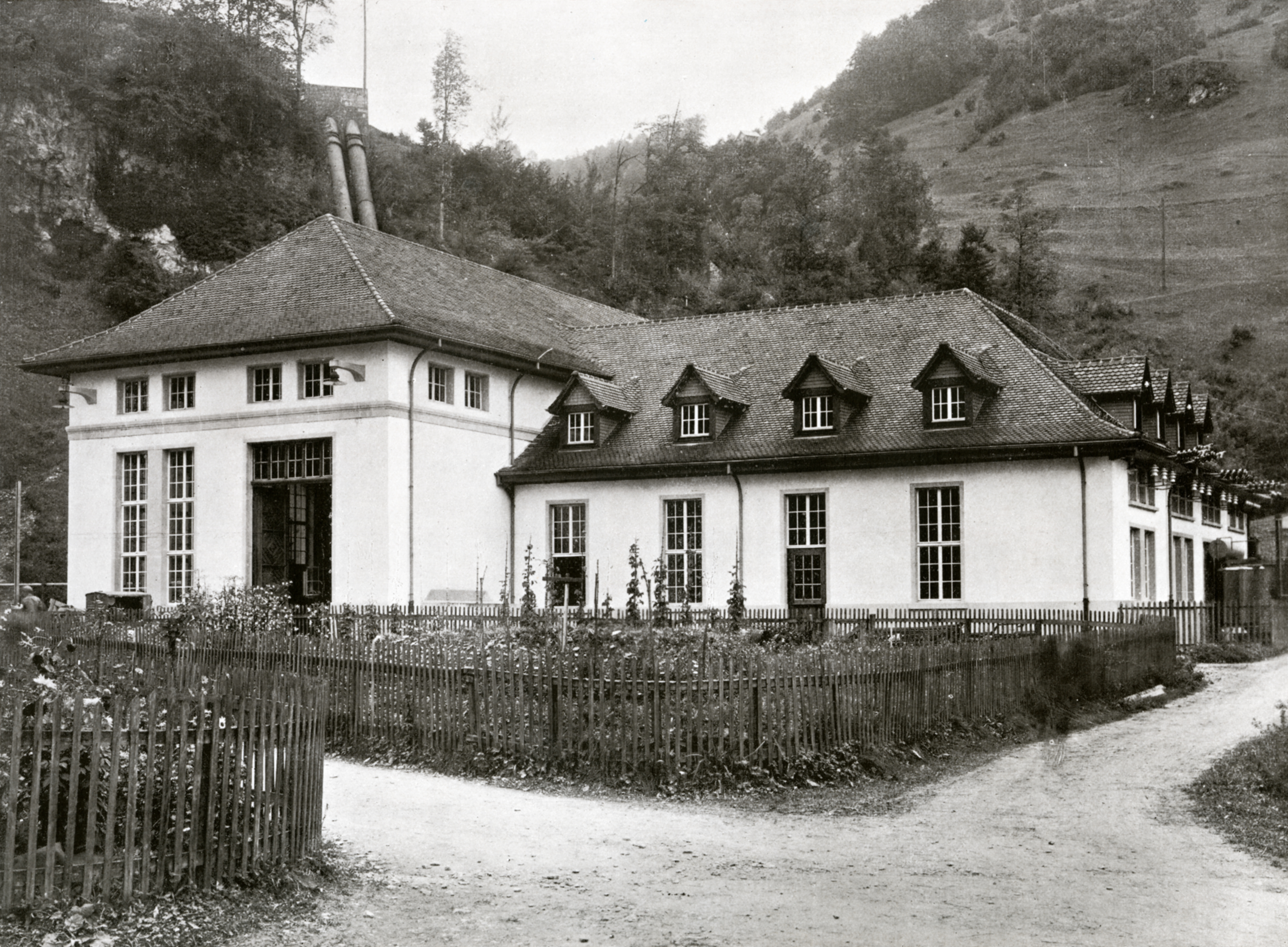
Kraftwerk Unteraa um 1930

Anfangs September 1939 organisierte die Gemeinde Giswil einen Hilfsdienst (ab 1940 militärische Ortswehr), der vorerst das Kraftwerk Unteraa und die Druckleitungen (später Bahnhof Giswil, Eisenbahnbrücken usw.) bewachen und verteidigen musste. Mit dem Bundesbeschluss vom 25. Oktober 1940 wurde die Gemeinde luftschutzpflichtig, weil sie wegen ihrer Lage im Verteidigungssystem (Armeevorräte, Verkehrsknotenpunkt, Quartier höherer Stäbe) den Fliegerangriffen besonders ausgesetzt sein würde. Für den örtlichen, zivilen, «blauen» Luftschutz (Kommandoraum, Alarmzentrale, Bereitschafts- und Sanitätsraum, Geräteraum) musste eine bombensichere Anlage erstellt werden. Zum Luftschutz, bei dem auch Frauen mithalfen, gehörten Fliegerbeobachtungsposten und Fliegeralarm, Telefonzentrale, Kriegsfeuerwehr, Polizeiaufgaben (Überprüfung von angeordneten Massnahmen wie Verdunkelung, Bewachung von Luftschutzanlagen, Abwehr von Sabotageakten usw.), Sanität sowie der Chemische (Giftstoffnachweis, Entgiftung) und Technische Dienst (Trümmerräumung, Schadenbehebung).
Ab Sommer 1940 machte der Rückzug ins Reduit den Bau logistischer Anlagen im Zentralraum nötig. Wegen ihrer strategischen Lage am Brünigpass, der Obwalden und die Innerschweiz (4. Division) mit dem Berner Oberland (3. Division) verbindet, wurde die Gemeinde Giswil zu einer wichtigen Logistikbasis des Reduits. Ab Mai 1941 hatte die 8. Division die Hauptaufgabe, den Raum Obwalden zu befestigen, zu verteidigen sowie eine Rochadeachse zur Brünigachse einzurichten.
In Giswil wurden ab 1941 Munitionsmagazine, Truppenunterkünfte, Militärbäckereien, unterirdische Magazine, Militärbaracken, Zeughausbaracken und Tankanlagen erstellt und grosse Mengen Vorräte eingelagert. Giswil erhielt das erste Eidgenössische Zeughaus im Kanton Obwalden. Damit die weit verstreuten Baracken und Anlagen besser erreicht werden konnten, mussten Wege zu Strassen oder bestehende ausgebaut werden.
Giswil gehörte zum Raum der 1947 neu geschaffenen Reduitbrigade 22 (R Br 22 «Ob- und Nidwalden, Oberhasli»). Mit der Armee 61 wurden die Reduitbrigaden dem Gebirgsarmeekorps 3 unterstellt und 2003 mit der Armee XXI abgeschafft.

## Militärische Anlagen Giswil

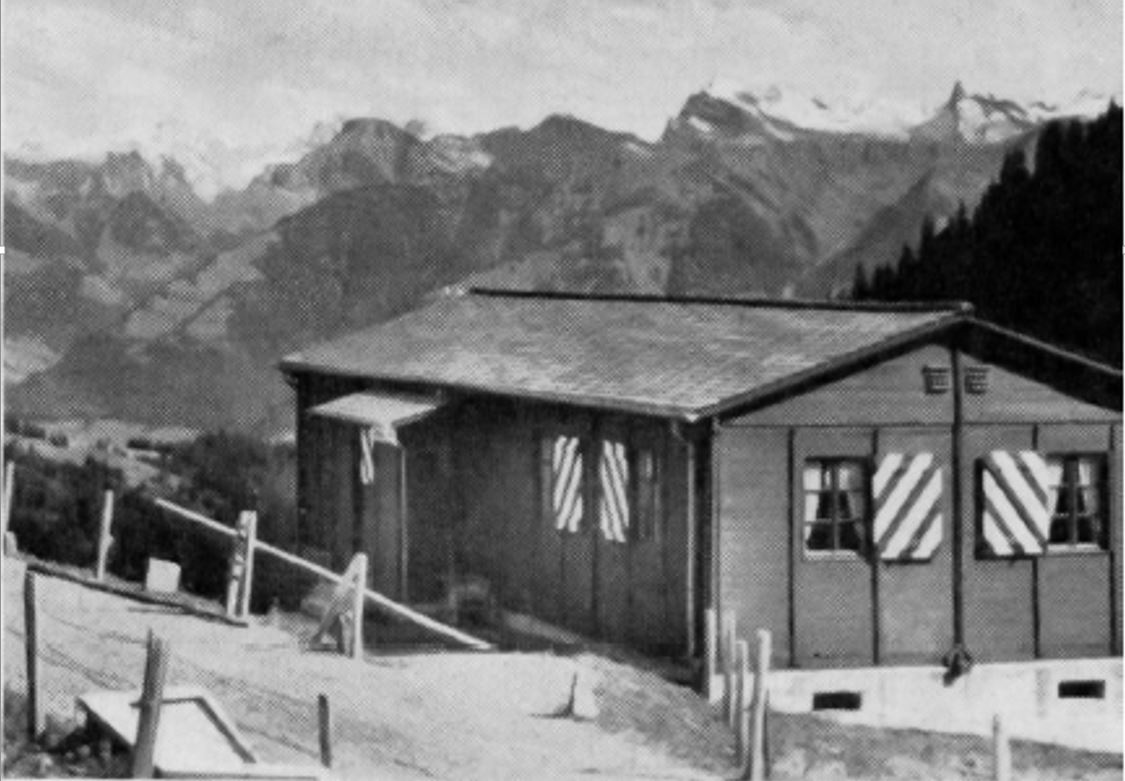
Soldatenstube Glaubenbergpass (Sarnen)

### Mannschaftsunterkünfte, Rossstallungen
In Giswil mussten bei Kriegsbeginn Soldaten- und Pferdeunterkünfte, Küchen und Militärbüros bereitgestellt werden. Zuerst wurden die zwei bestehenden Schulhäuser bezogen und später Militärbaracken (Ankenmattli usw.) erstellt. An Weihnachten 1940 waren über 500 Soldaten einquartiert.
Für die Soldaten wurden vom Schweizer Verband Volksdienst alkoholfreie Soldatenstuben in der Diechtersmatt und auf dem Glaubenberg (Sarnen) betrieben, deren Reinertrag der Schweizerischen Nationalspende übergeben wurde.
- Mannschaftsunterkünfte, Rossstallungen Mörlialp ⊙
- Pferdestallungen mit Kantonnementen im Oberried ⊙
- Vier Pferdestallungen auf Gerbiplatz-Allmend, Nähe Pfarrkirche ⊙
- «Worbla»-Stall, oberes Schibenried ⊙
- Heu- und Strohlager Diechtersmatt ⊙
- Heu- und Strohvorräte Forstmattli ⊙
- Pferdestallungen mit Mannschaftsunterkunft Pfedli, heute Forsthof ⊙
- Baracke für Heu- und Strohvorräte Pfedli ⊙
- Pferdestallungen mit Mannschaftsunterkunft Wolfsmatt, Kleinteil ⊙
- Baracken Strassenbau und Flab, Fachshubel, Glaubenbielen ⊙

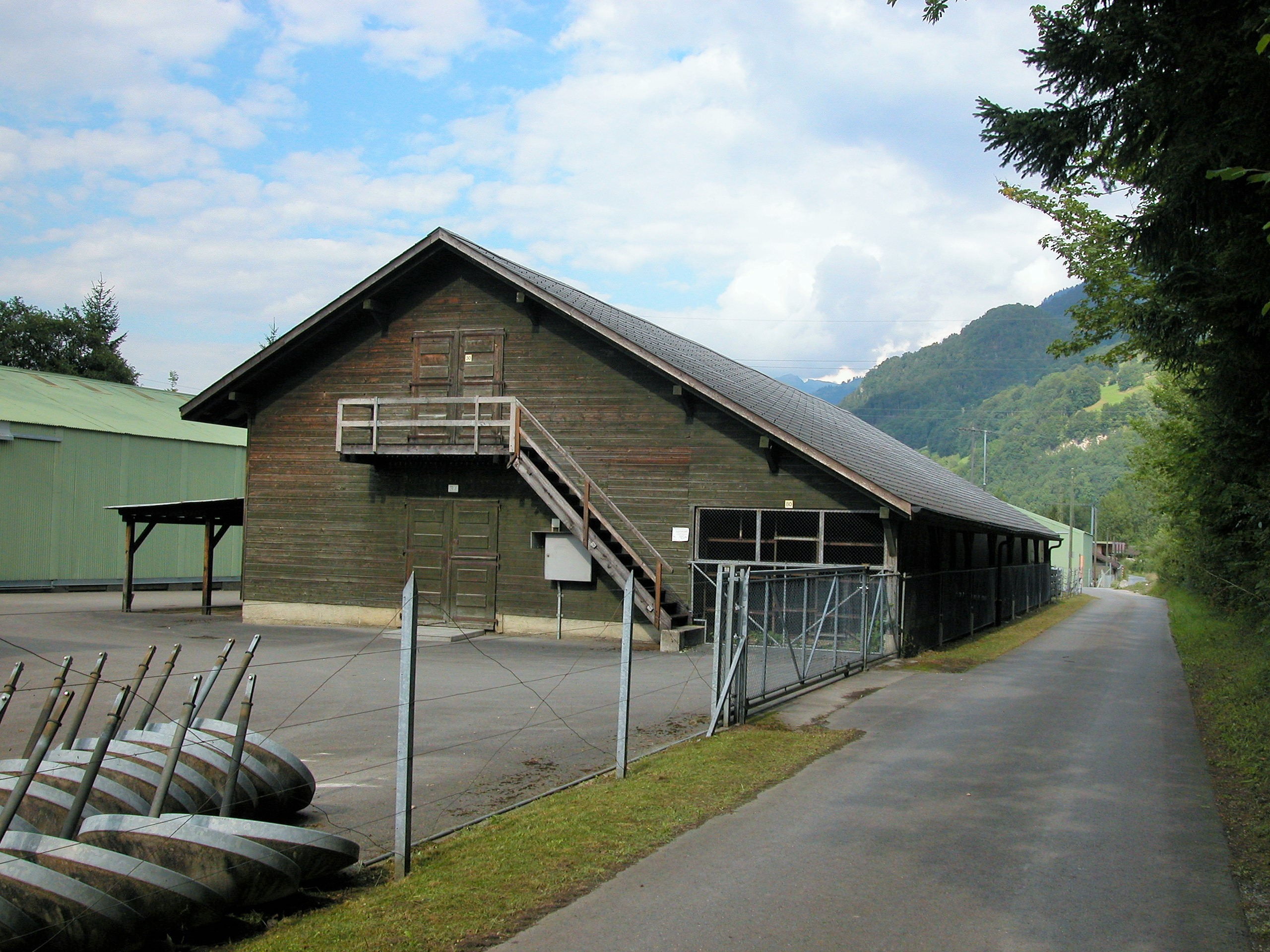
Pferdestallung Oberried
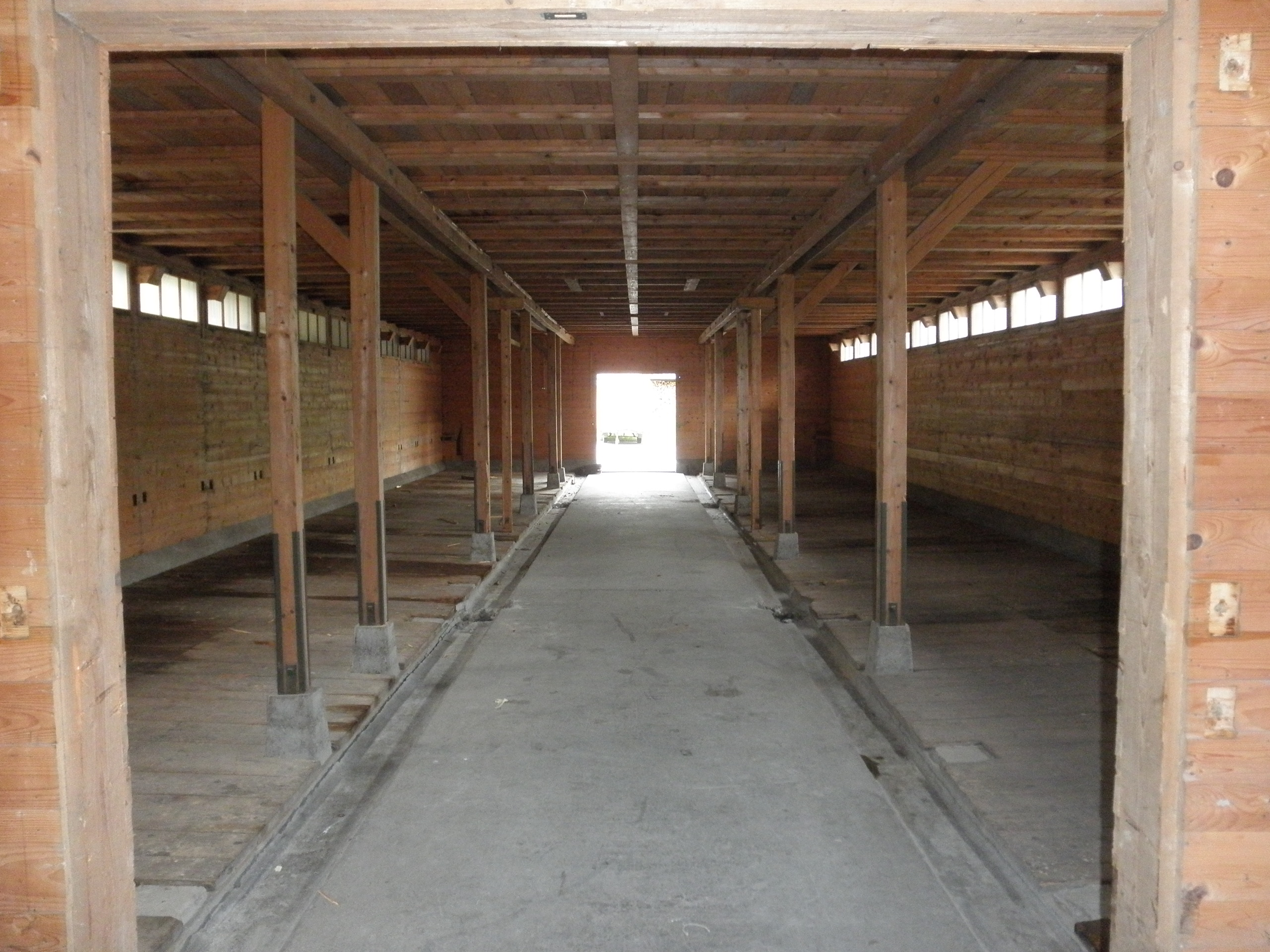
Pferdestall
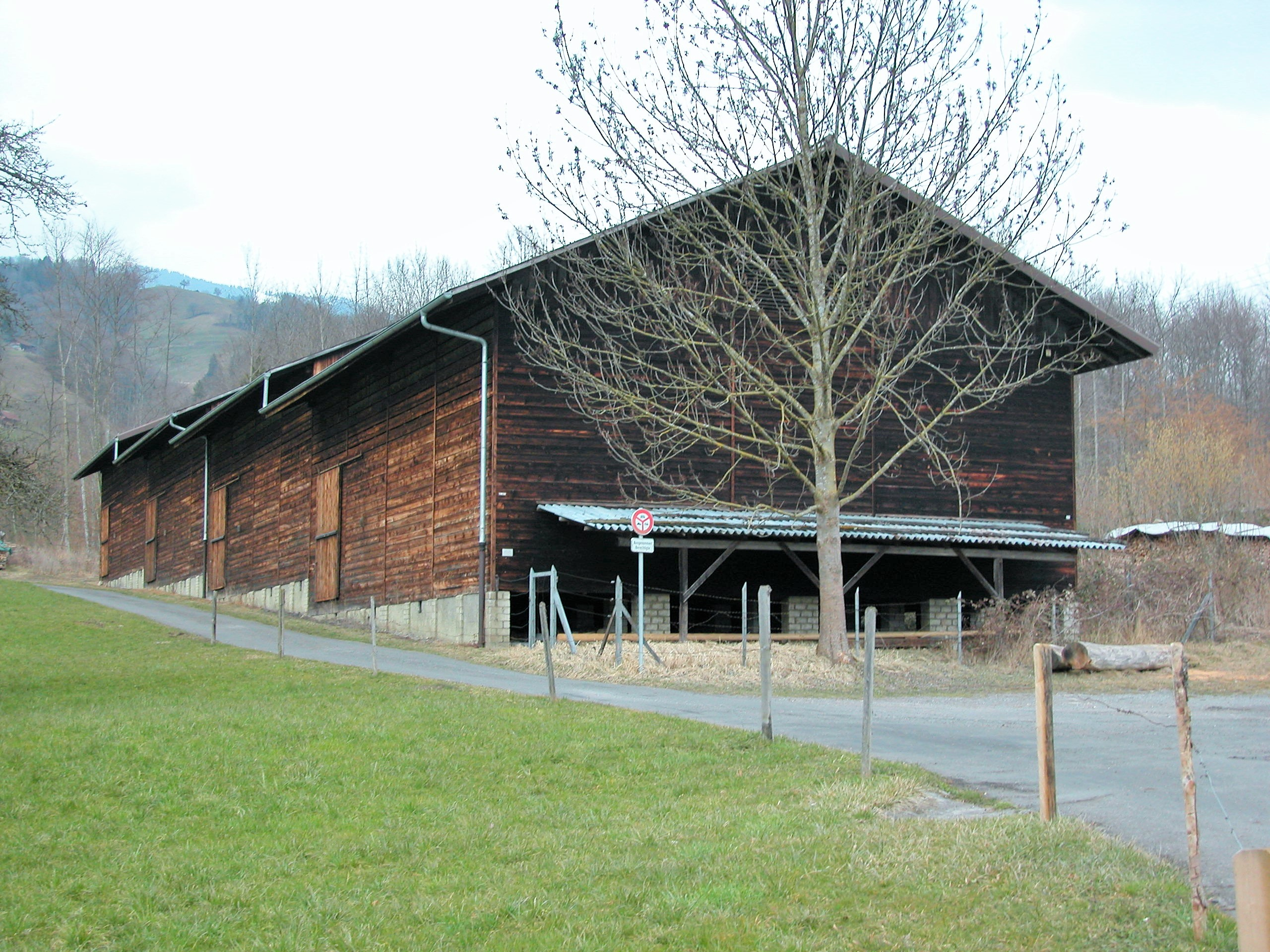
Heu- und Strohlager Forstmattli

### Verpflegung
1941/42 wurde in der Wolfsmatt eine von zehn Feldbäckereien im Kanton Obwalden gebaut. 1941 wurde bei Glaubenbielen die unterirdische Bäckerei «Rübihütte» erstellt.
Um den Grad der Selbstversorgung des Landes mit dem Plan Wahlen steigern zu können, hatten neben den Landwirtschaftsbetrieben auch grössere Industriebetriebe und Städte eine Anbaupflicht für Kartoffeln, Gemüse, Hafer usw. In Giswil wurde neben dem Umpflügen von Wiesland durch Entwässerung von Riedgebieten neues Ackerland gewonnen. Die Stadt Zürich und die Worbla AG in Worblaufen pachteten in Giswil trockengelegte Riedgebiete (Mühlemattli, Schwerzbachried, Schibenried, Aaried) und bewirtschafteten sie mit eigenen Anbauleitern und Arbeitsgruppen, wobei auch Personen aus Giswil angestellt wurden.
Die Lebensmittelknappheit führte zu Rationierungsmassnahmen. Ein Bundesratsbeschluss verpflichtete die Gemeinden Altstoffe (Metalle, Knochen, Gummi, Lumpen, Papier, Heizmaterial usw.) zu sammeln, damit sie wiederverwertet werden konnten.
- Lagergebäude «Anbau» (Plan Wahlen) Stadt Zürich im Schwerzbachried⊙
- Worbla-Stall „Anbau“ im oberen Schibenried⊙
- Fett- und Speiseöllager Diechtersmatt ⊙
- Militärbäckerei Wolfsmatt ⊙
- Unterirdische Bäckerei Rübihütte ⊙

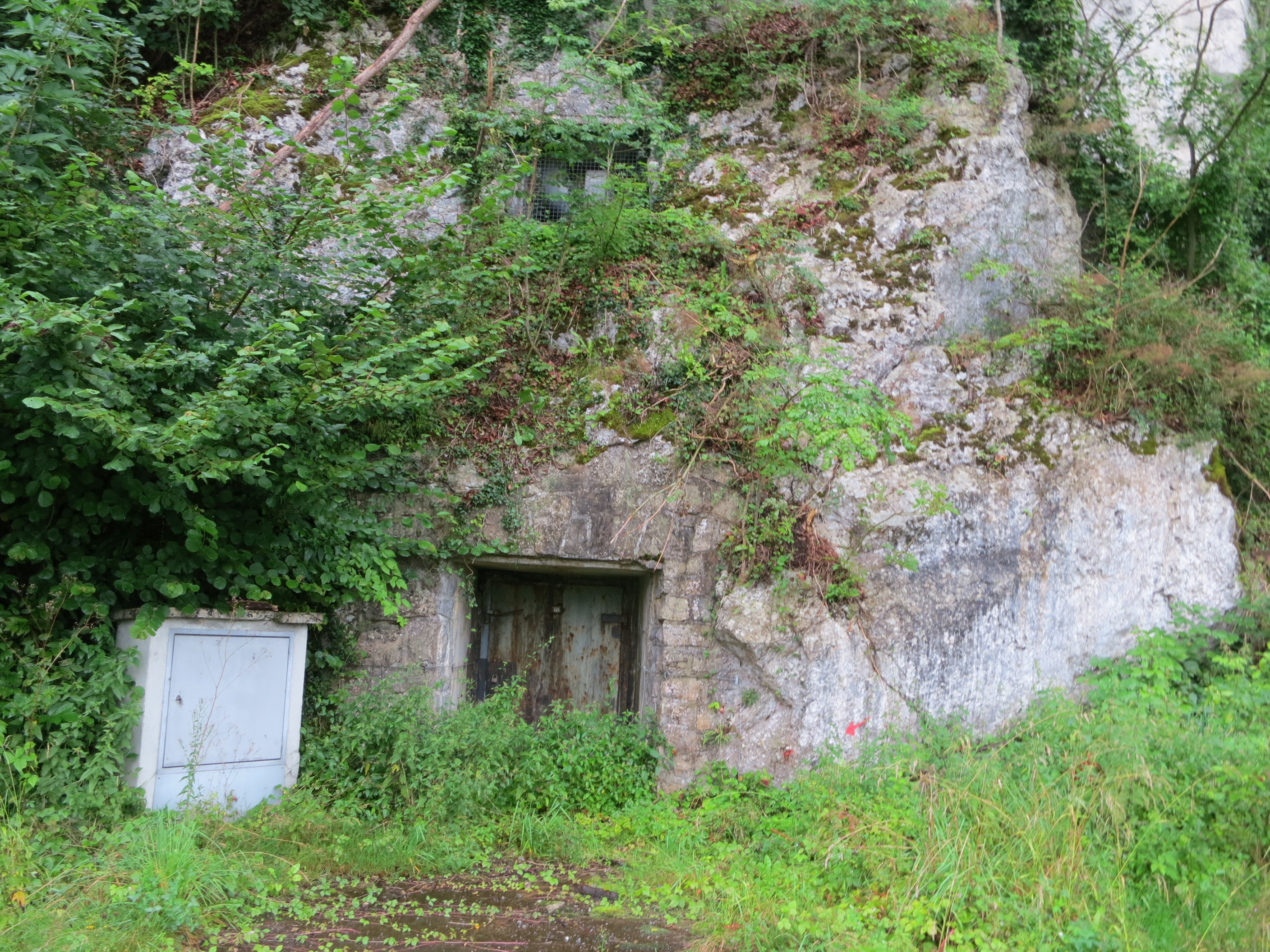
Fett- und Speiseöllager Diechtersmatt
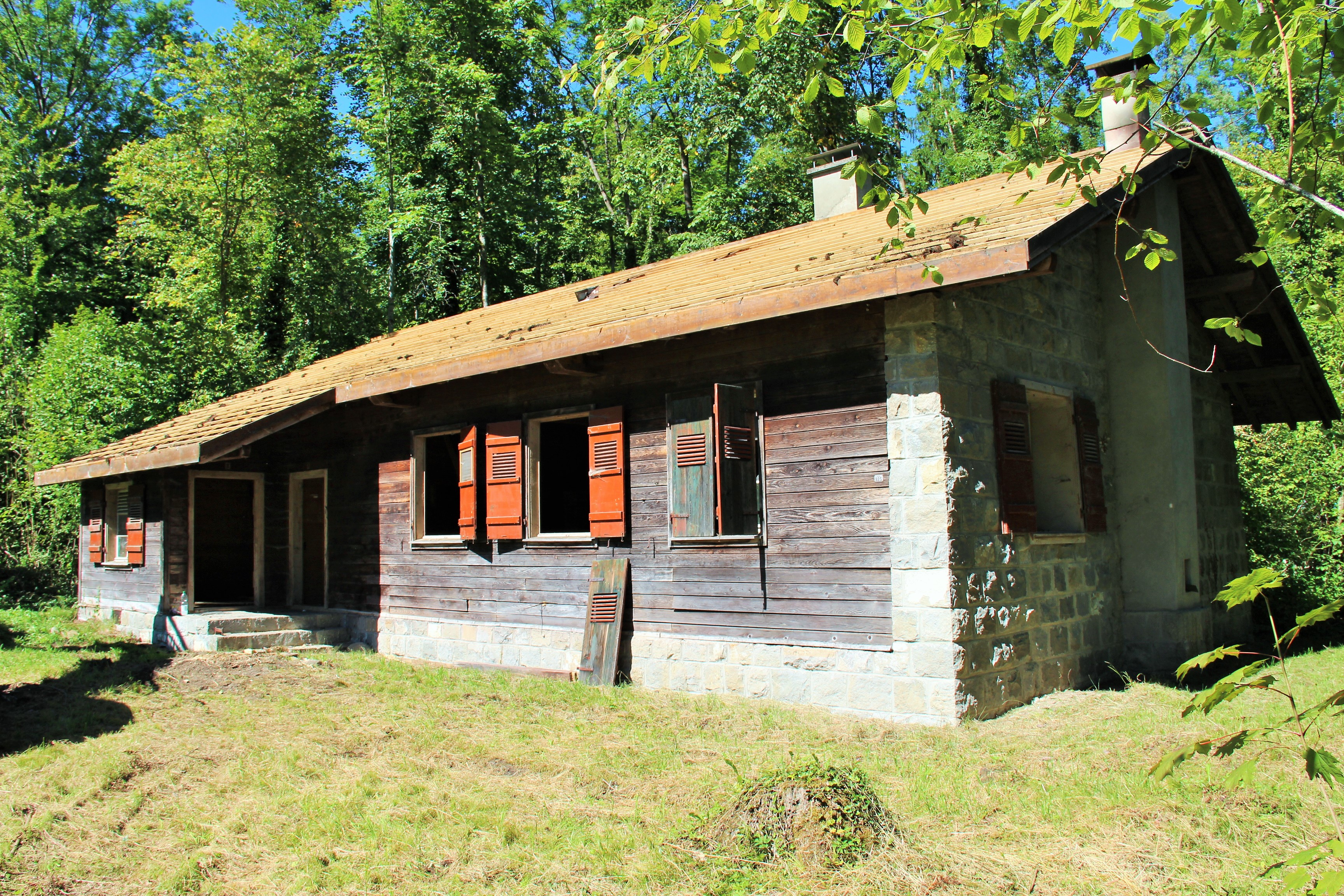
Militärbäckerei Wolfsmatt
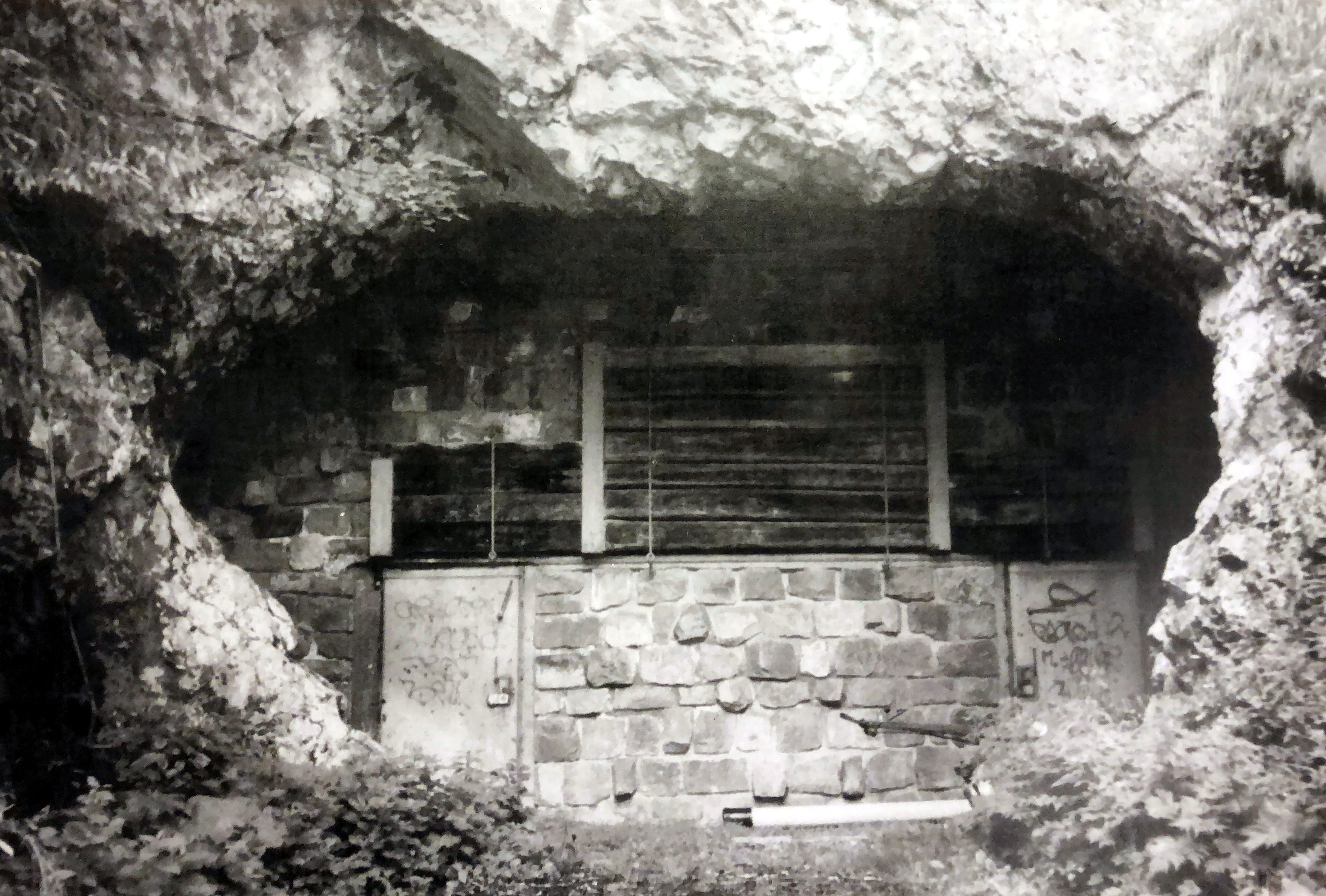
Unterirdische Bäckerei Rübihütte

### Treibstoffe

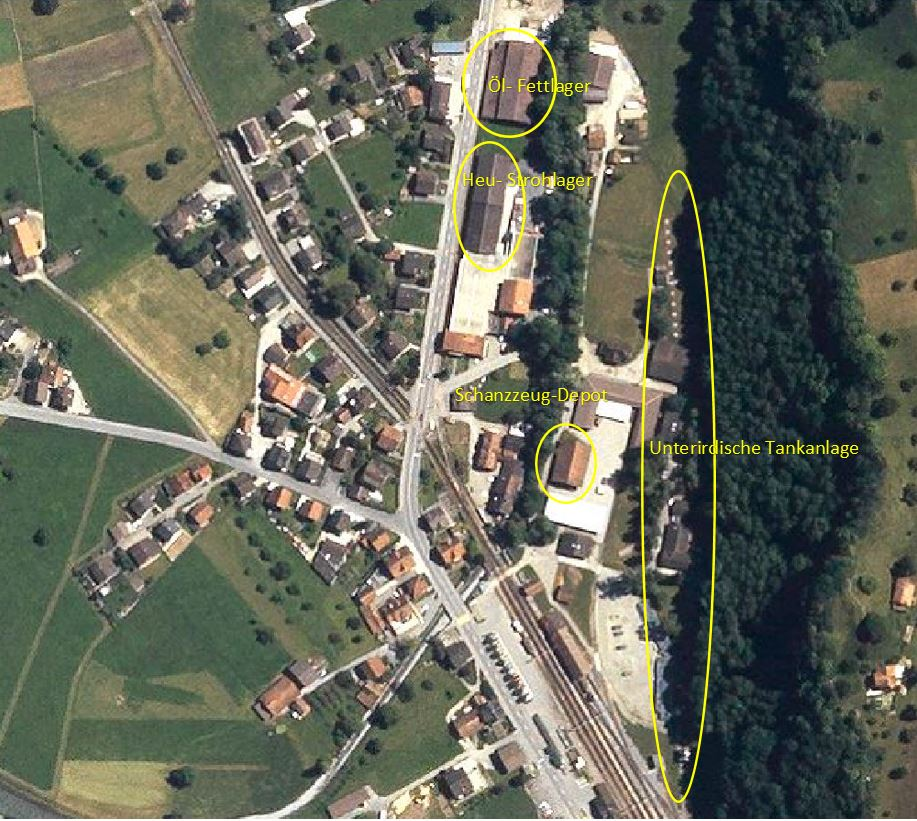
Diechtersmatt, Giswil (1988)

Hinter dem Giswiler Bahnhof wurden neben dem Schützenhaus sieben unterirdische Tanks für Normaltreibstoff mit Gleisanschluss gebaut. In den 1950er Jahren wurde in einem Militärstollen hinter dem Scheibenstand ein grosses Treibstofflager erstellt. Diese Anlagen wurden 2009 aufgegeben. In der Anlage auf der Zollhausallmend (Sachseln) war Flugpetrol eingelagert.
- Treibstofflager und Baracken Seilbahnstation Schälf ⊙
- Tankanlage Zollhausallmend Diechtersmatt ⊙
- Unterirdische Tankanlagen (UTA), UTA-Areal, Diechtersmatt (Abbruch 2014) ⊙
- Unterirdischer Flammöltank für Flammenwerfer Spechtsbrenden, Grossteil (rückgebaut) ⊙
- Unterirdische Tankanlage Forst (Baujahr 1951) ⊙

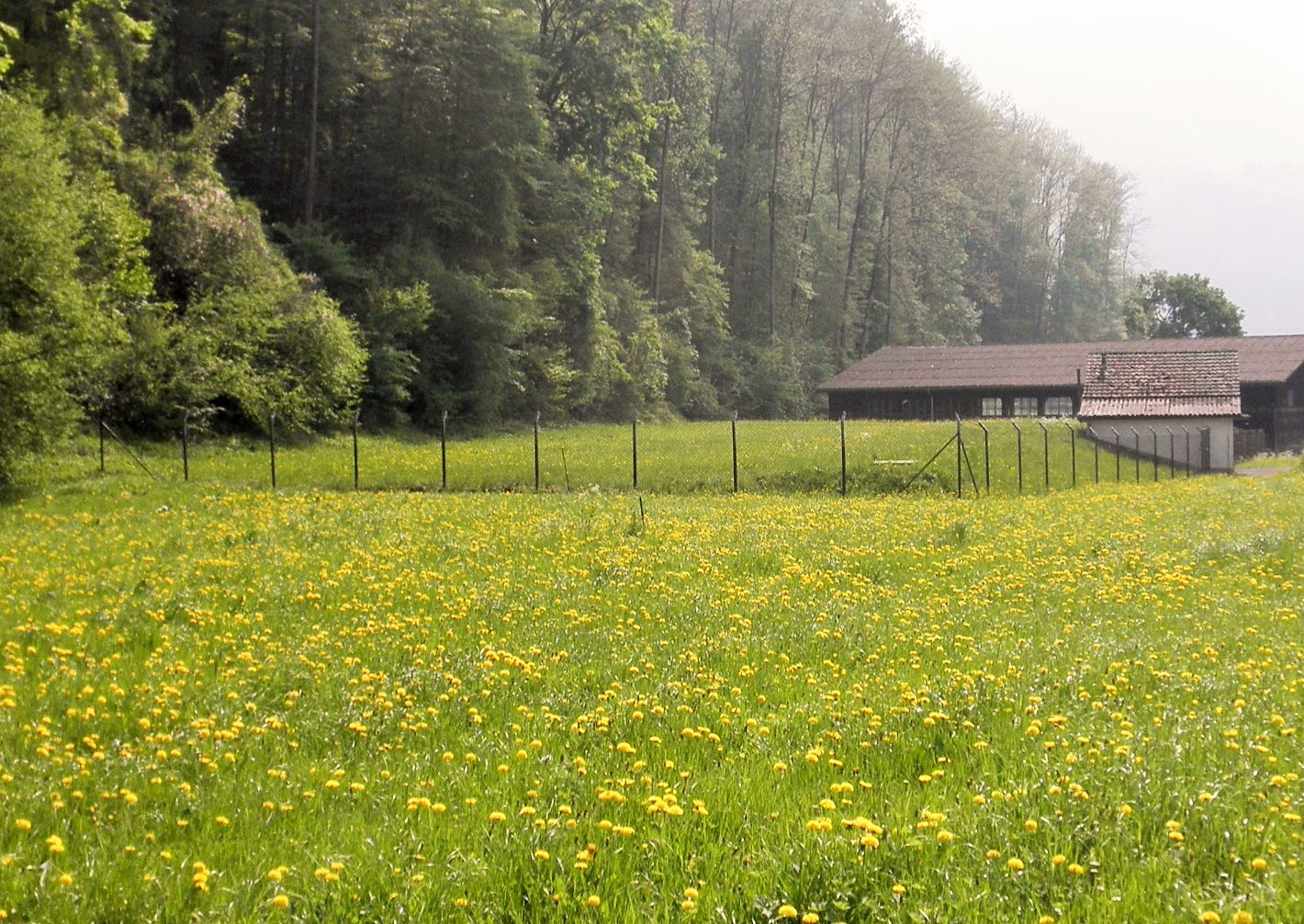
Tanklager mit Pumpenhaus

### Munition
Das Felsenmagazin Pfedli wurde 1941/42 mit zwei 100 Meter langen Kammern als Munitionsstollen gebaut. 1965 wurden hier Bristol Bloodhound Lenkwaffen eingelagert, später Triebwerke von Militärflugzeugen. Heute wird ein Käselager betrieben.
- Munitionsbaracke Waldecke Durnacheli ⊙
- Felskeller Pfedli (Bloodhound Lenkwaffen) ⊙
- Munitionslager Forstwald (500-kg-Bomben) ⊙
- Fünf Munitionsbaracken Helferweg ⊙

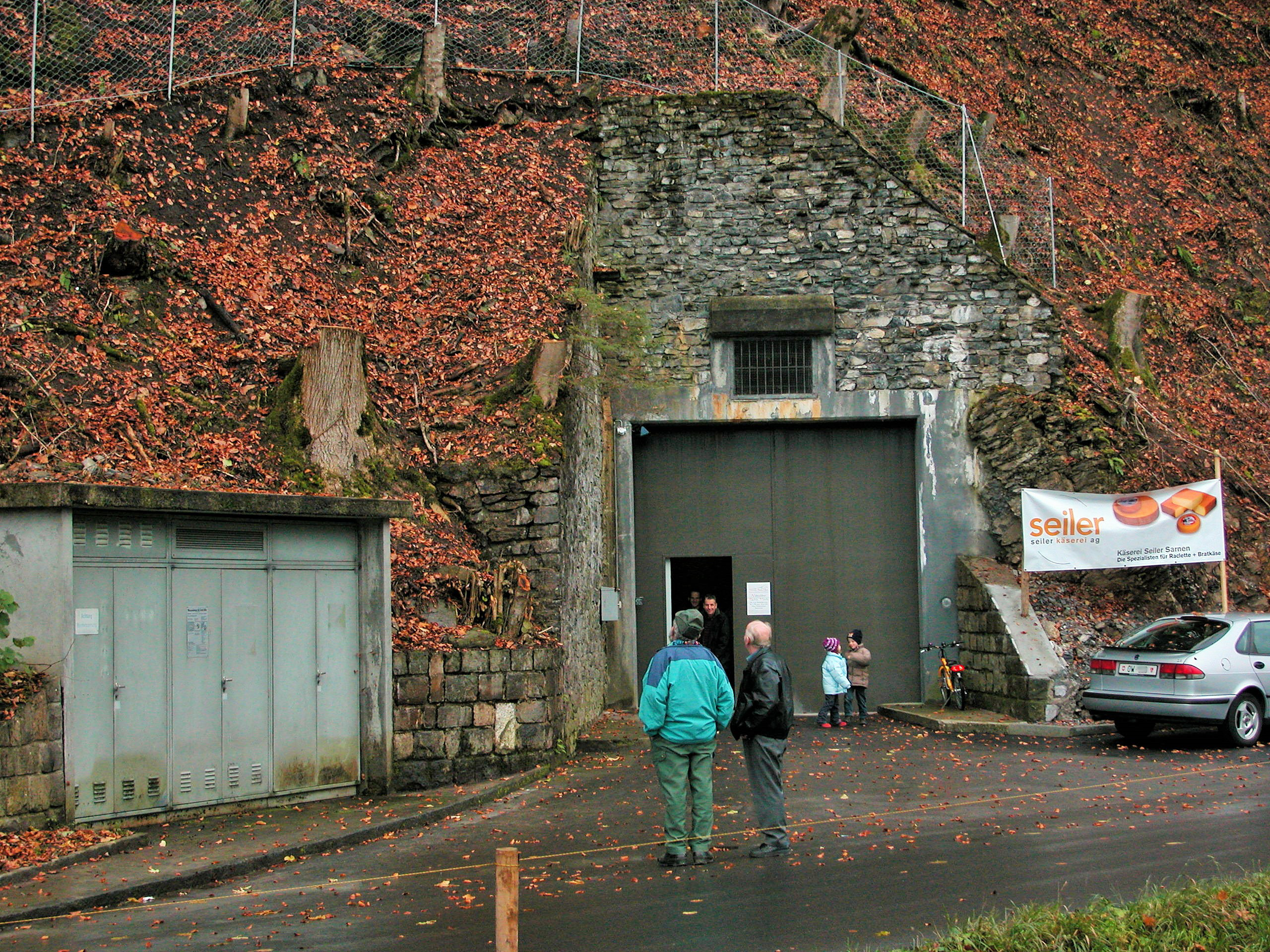
Felskeller Pfedli
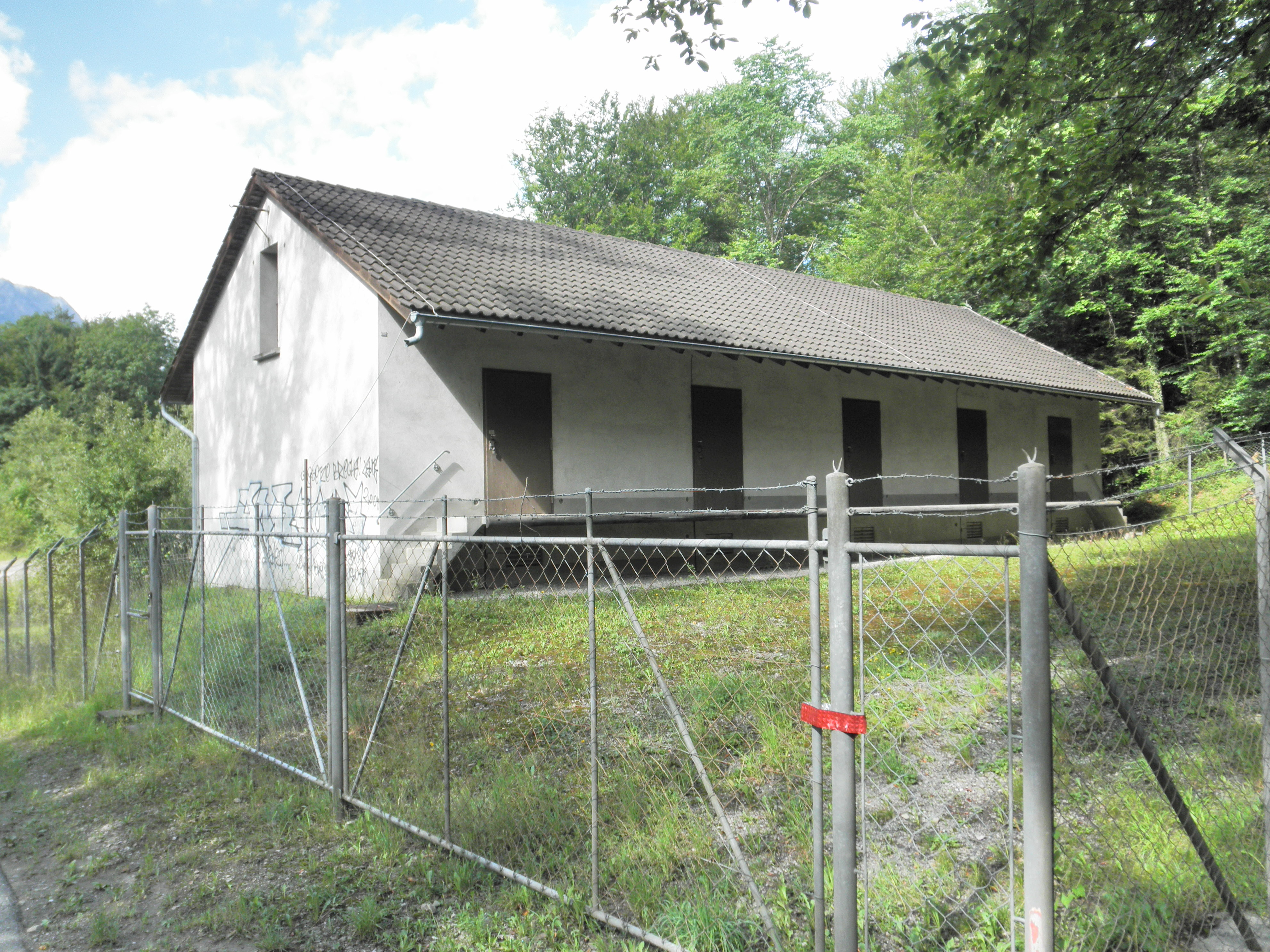
Munitionsbaracke Forstwald

### Material

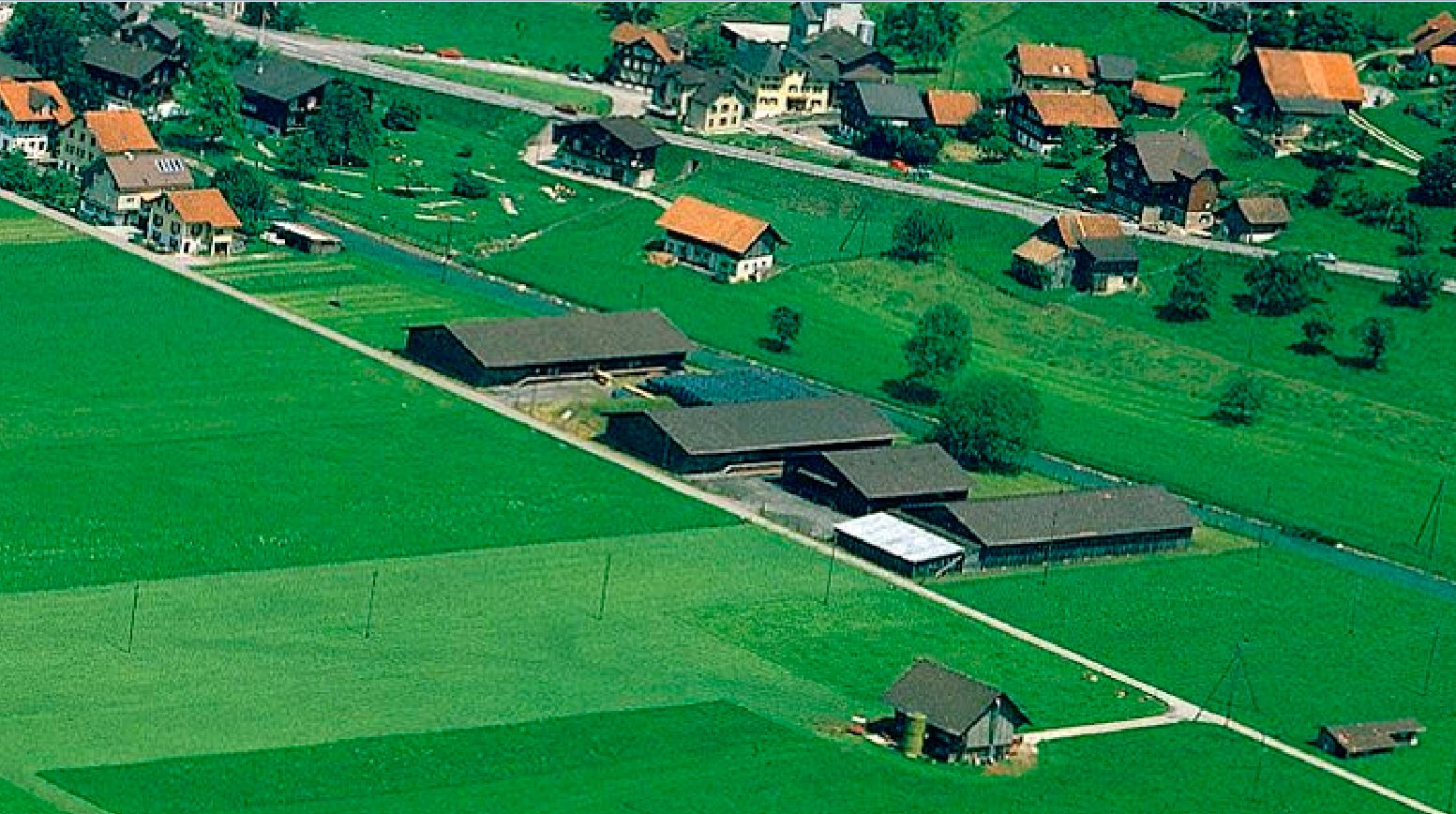
Eidgenössisches Zeughaus Giswil (1980)

Im Schanzzeugdepot wurden Werkzeuge für Genieeinheiten und den Strassenbau sowie Stacheldraht eingelagert.
- Baracke und Schutzunterstand Diechtersmatt ⊙
- Schanzdepot Diechtersmatt ⊙
- Eidgenössisches Zeughaus Giswil-Rudenz ⊙
- grosse Materialbaracken vor Lauidamm Durnacheli ⊙
- Baracke hinter Halter Marcels Haus Durnacheli ⊙
- Baracke neben Schibenried-Käppeli, oberes Schibenried ⊙
- Materialbaracke im Durnacheli ⊙
- Korpsmaterial, Zelte, Sanitätsfahrzeuge Grundwald ⊙

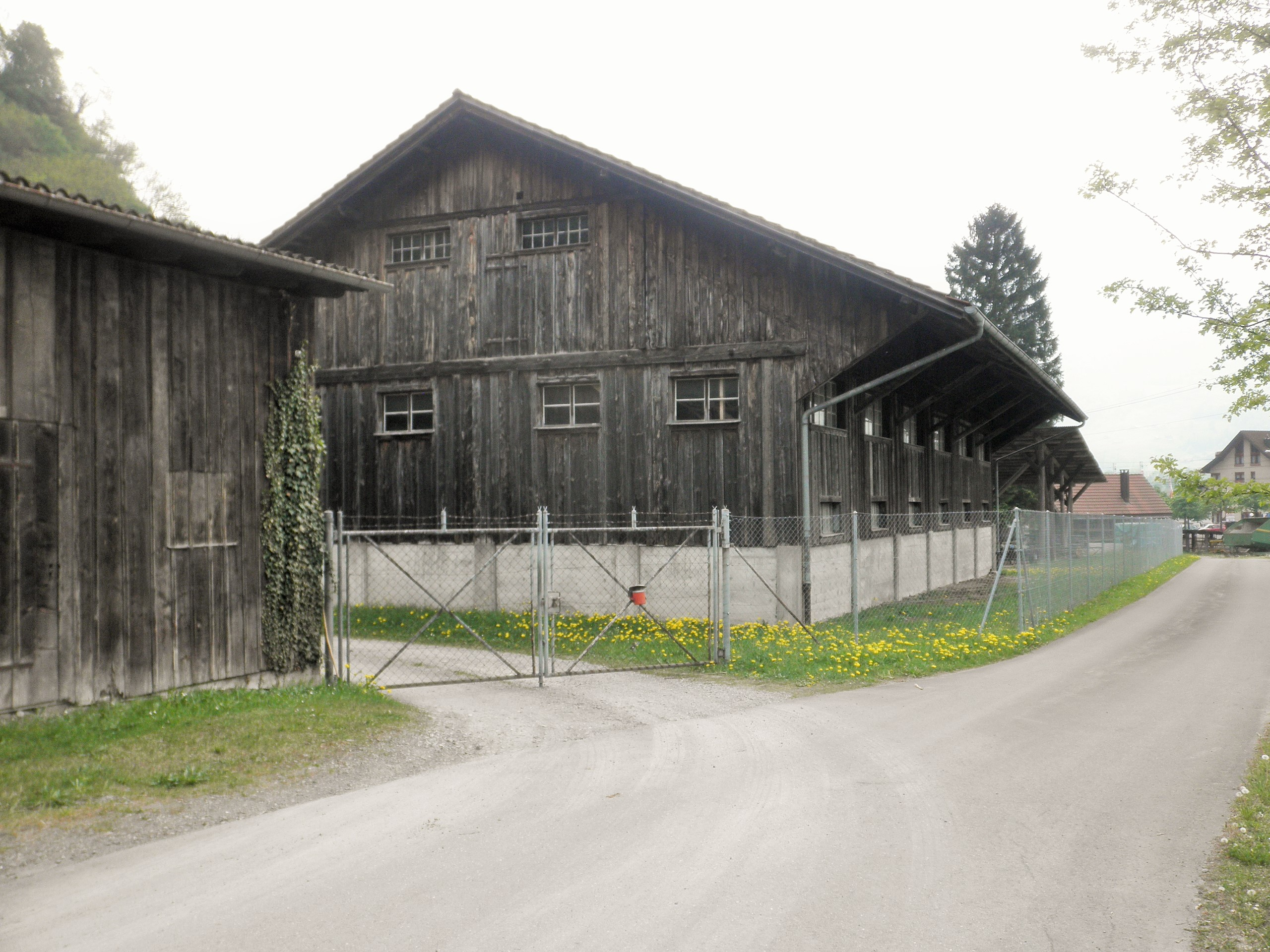
Schanzzeugdepot
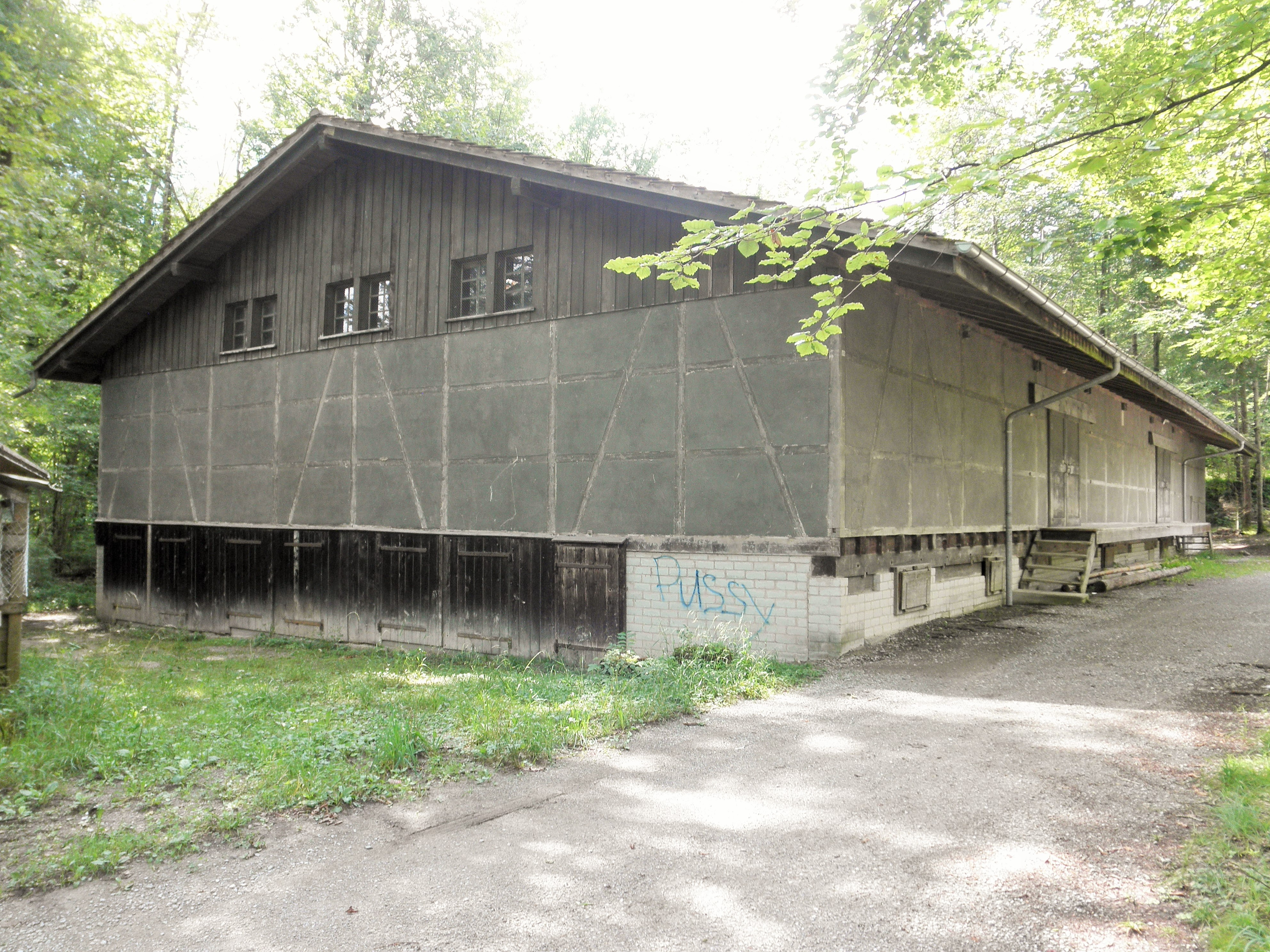
Materialbaracke (darunter Kohlenlager) an Grundwaldstrasse

### Instandhaltung, Reparatur, Sanität, Veterinärdienst, Feldpost

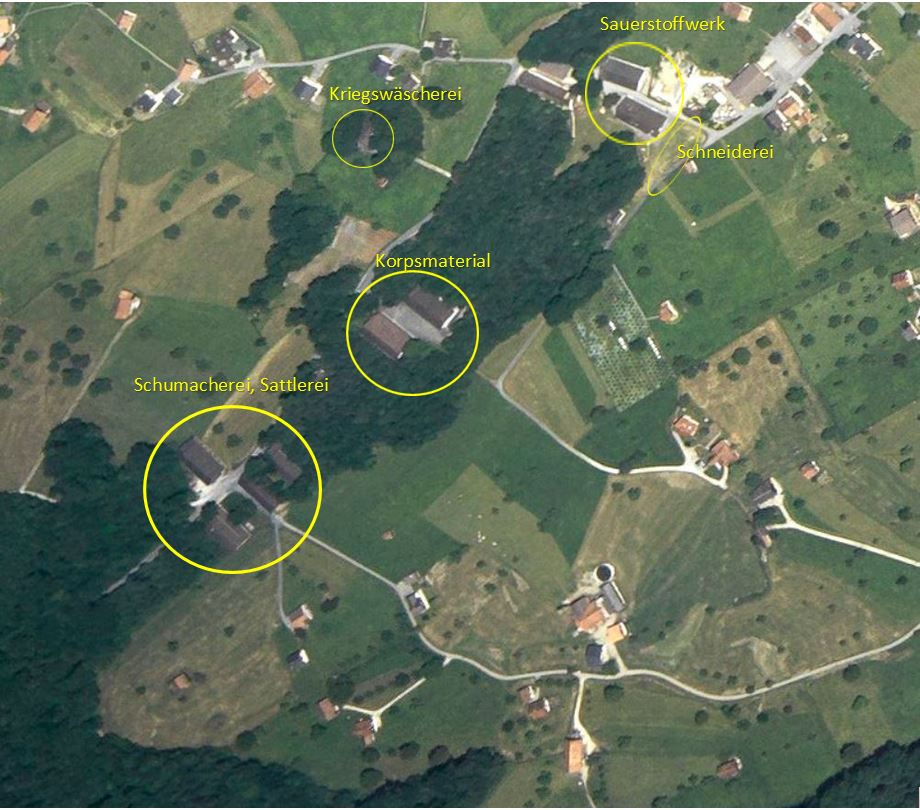
Baracken Grundwald (1988)

Das Gebirgssappeurbataillon 8 übernahm den Dienst im Schanzzeugdepot und den Strassenunterhalt im Divisionsraum. In einer Baracke wurden Boote und Übersetzboote untergebracht.
- Zündli-Baracken Schuhmacherei, Sattlerei usw. Grundwald ⊙
- Feuerwehrlokal Grundwald ⊙
- Kriegswäscherei Tschächenplätz Grundwald ⊙
- Sauerstoffwerk Grundwald (Betrieb Nachkriegszeit) ⊙
- Schneiderei Rüteli Grundwald (abgebrochen) ⊙
- Militärspital MSA Hirsern (Abbruch 2001) ⊙

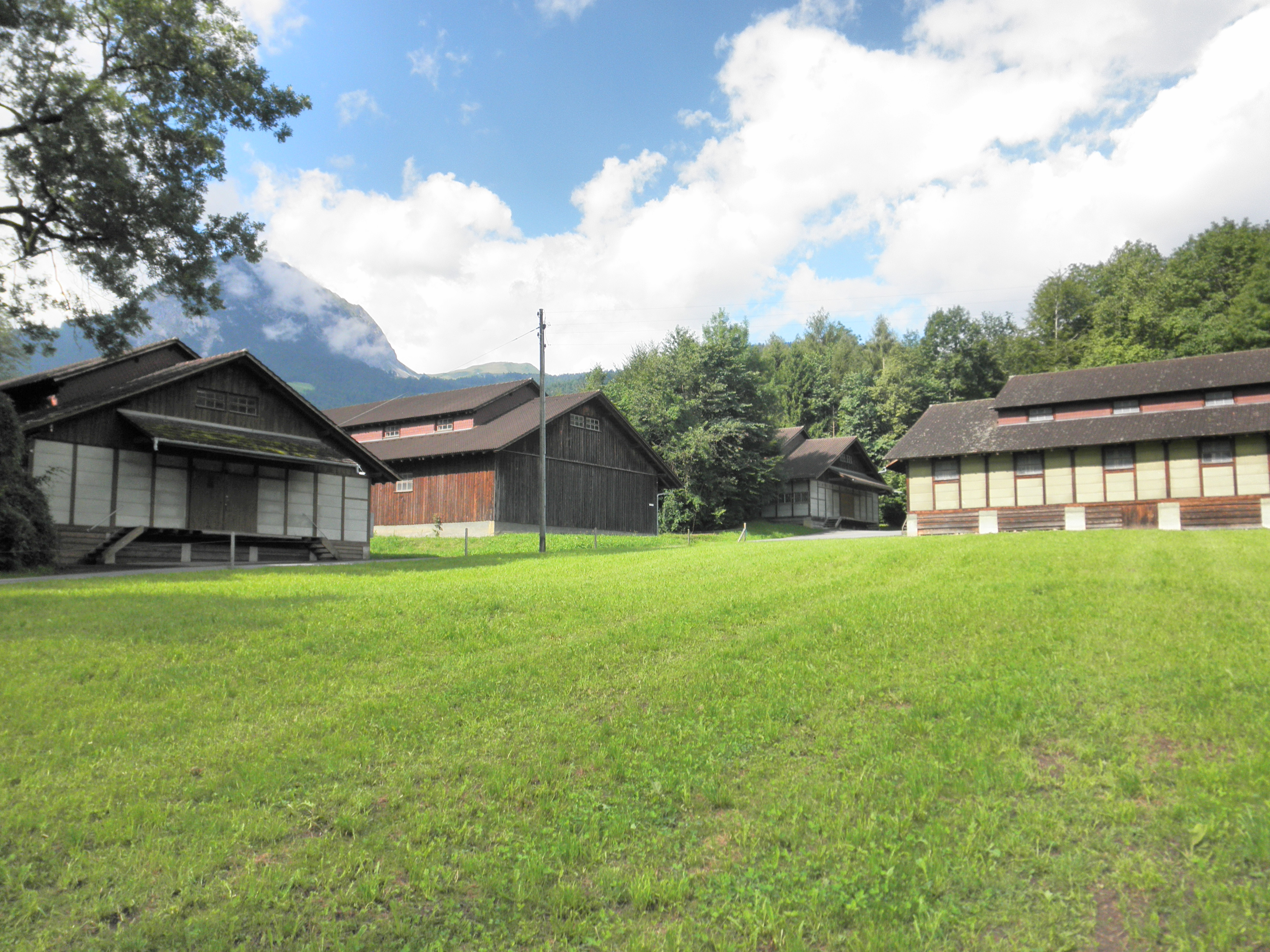
Zündli Baracken
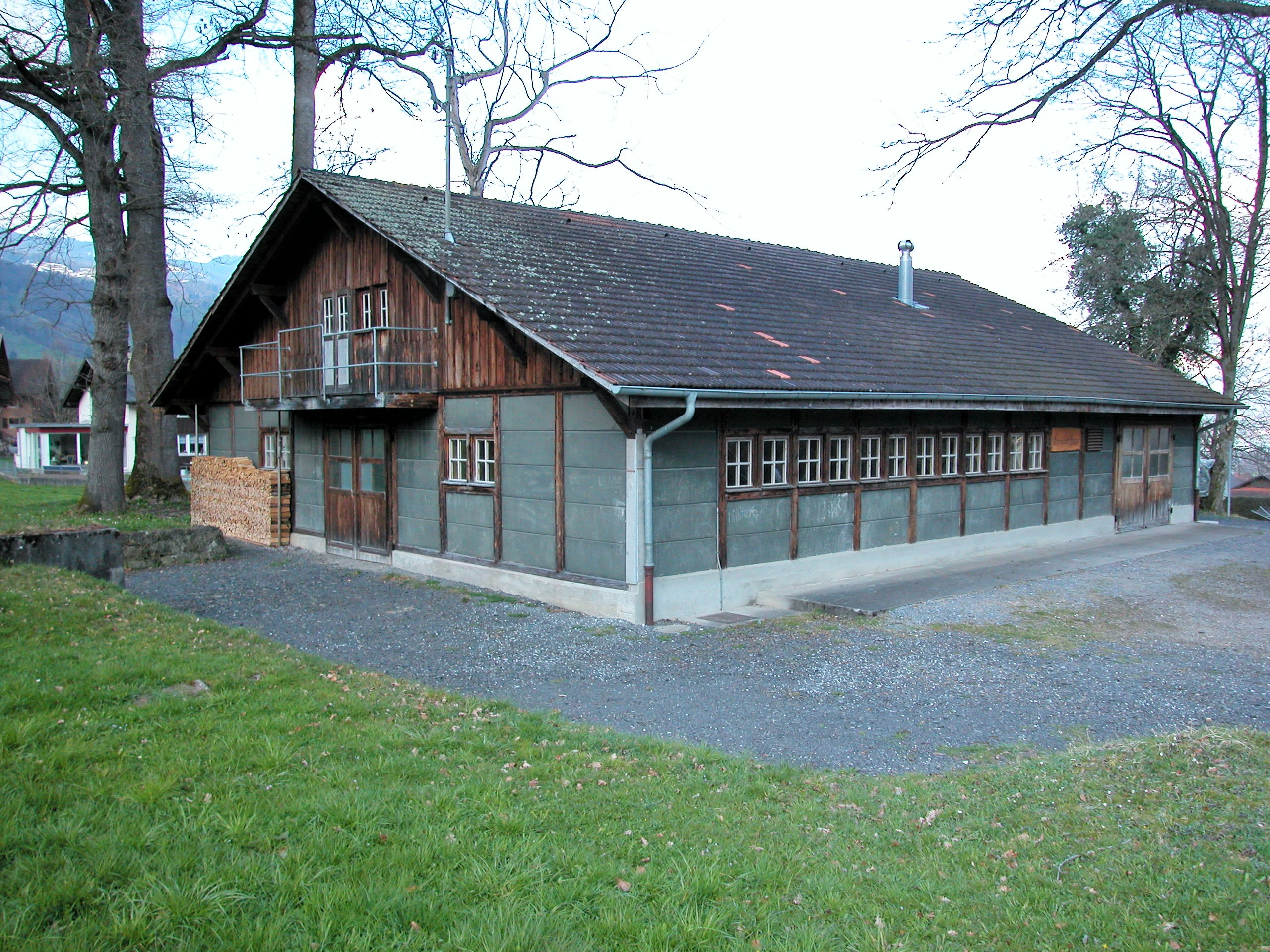
Kriegswäscherei
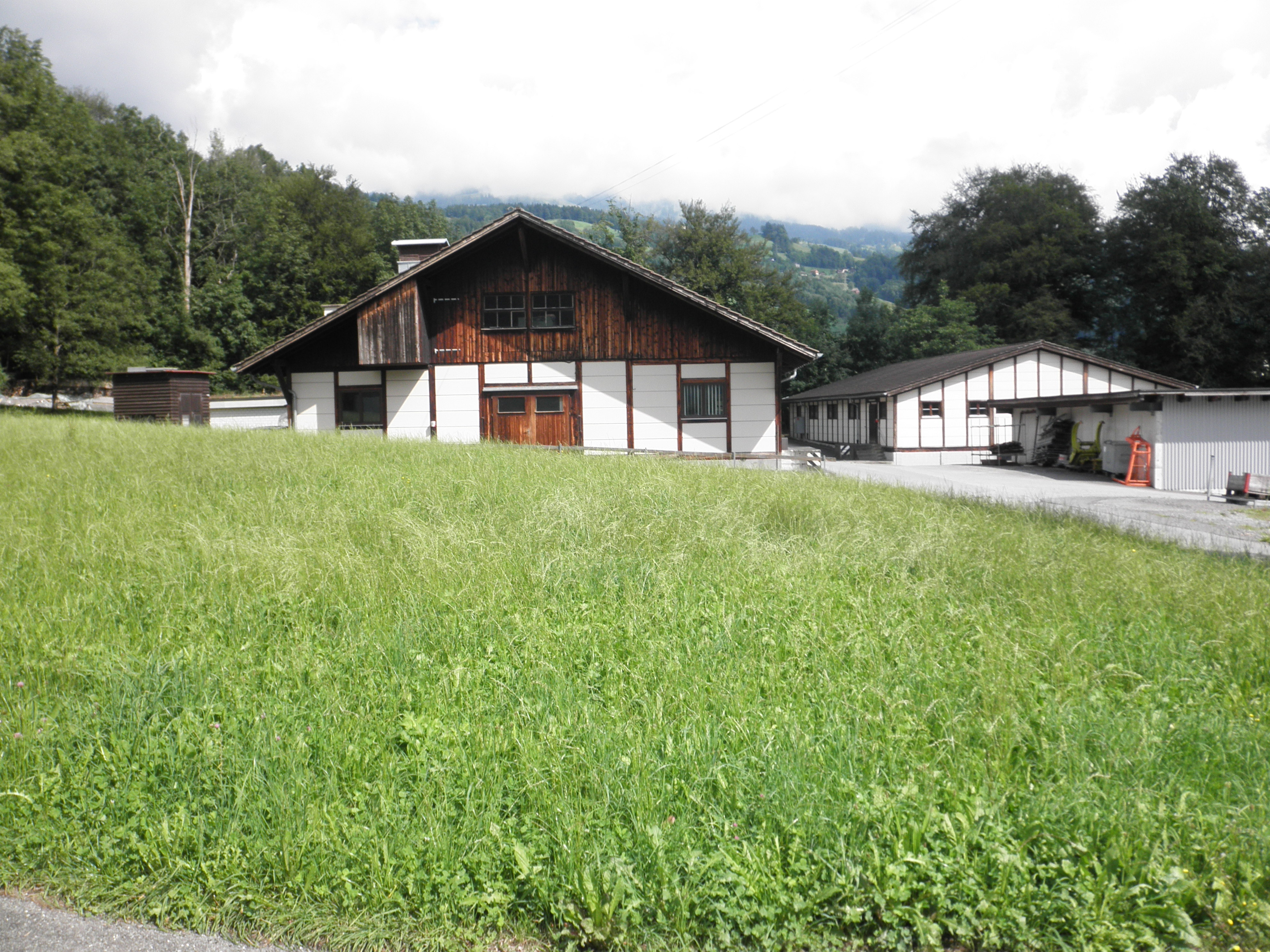
Sauerstoffwerk Grundwald
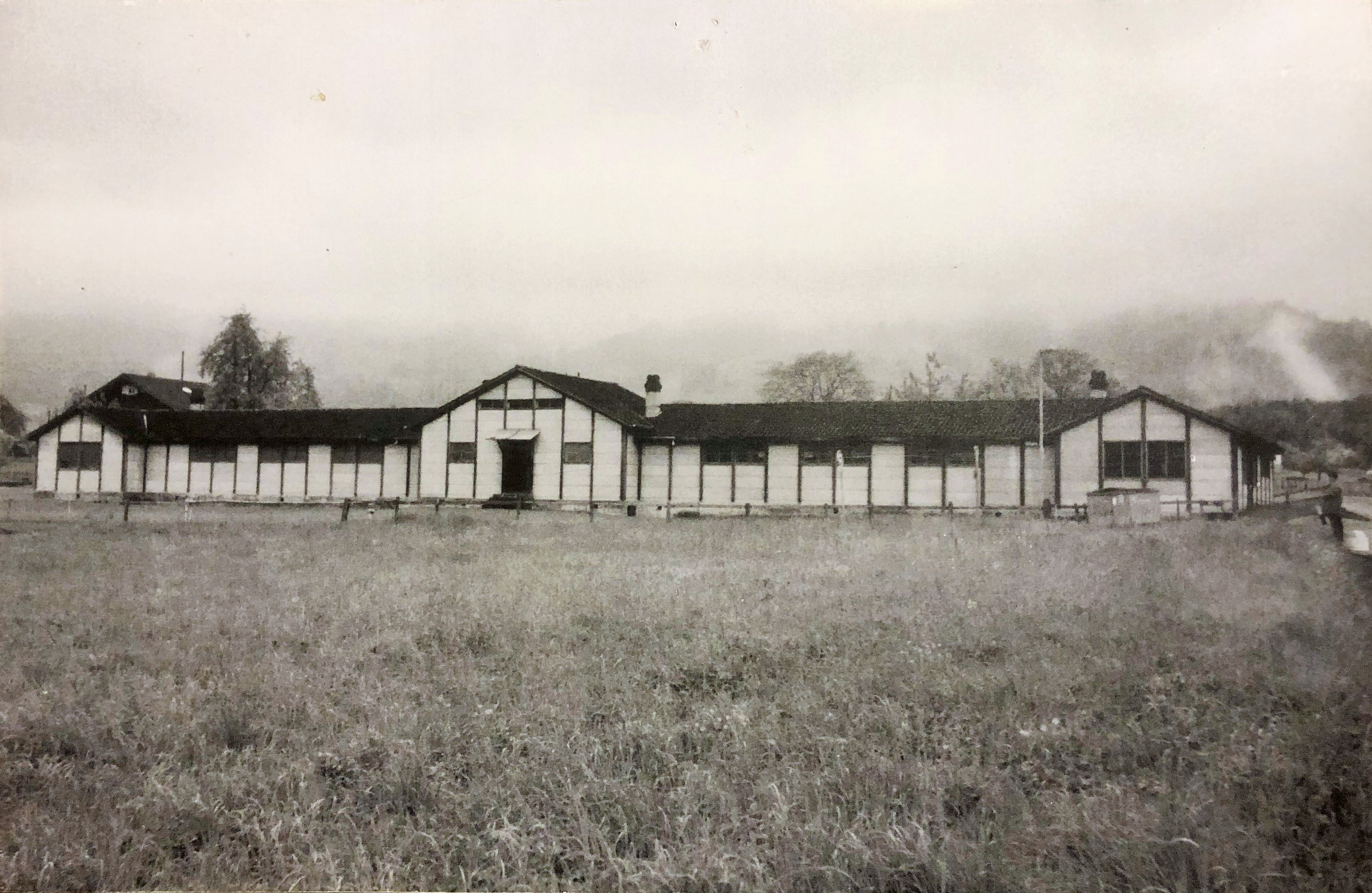
Militärspital MSA Hirsern

### Sperrstellen
Der Korpssammelplatz für die Mobilmachung beim Bahnhof Giswil, die Brünigstrasse und wichtige Objekte im Zentralraum wurden mit vier 7,5-cm und vier 20-mm-Fliegerabwehrgeschützen gesichert. Zum Schutz der Militärseilbahn gab es bei der Talstation Mörlialp und der Winkelstation Glaubenbielen je vier 20-mm-Fliegerabwehrgeschützstellungen. Drei wichtige Sperrstellen gab es im Gebiet Chratzeren, im Forst beim Steinibach und in Eschlen (zwischen Zollhaus und Ewil).
- Kommandoposten Schwand 8. Division Altibach ⊙
- vier 20mm Flab-Stellungen Winkelstation Glaubenbielen ⊙
- vier 20mm Flab-Stellungen Mörlialp ⊙
- acht 20mm/7.5cm Flab-Stellungen Korbssammelplatz Giswil ⊙
- 15cm Artilleriestellungen Emmetti, Schibenried, Zündli, Zwirchi, Dörsmatt ⊙
- Panzersperre Hotel Landhaus ⊙

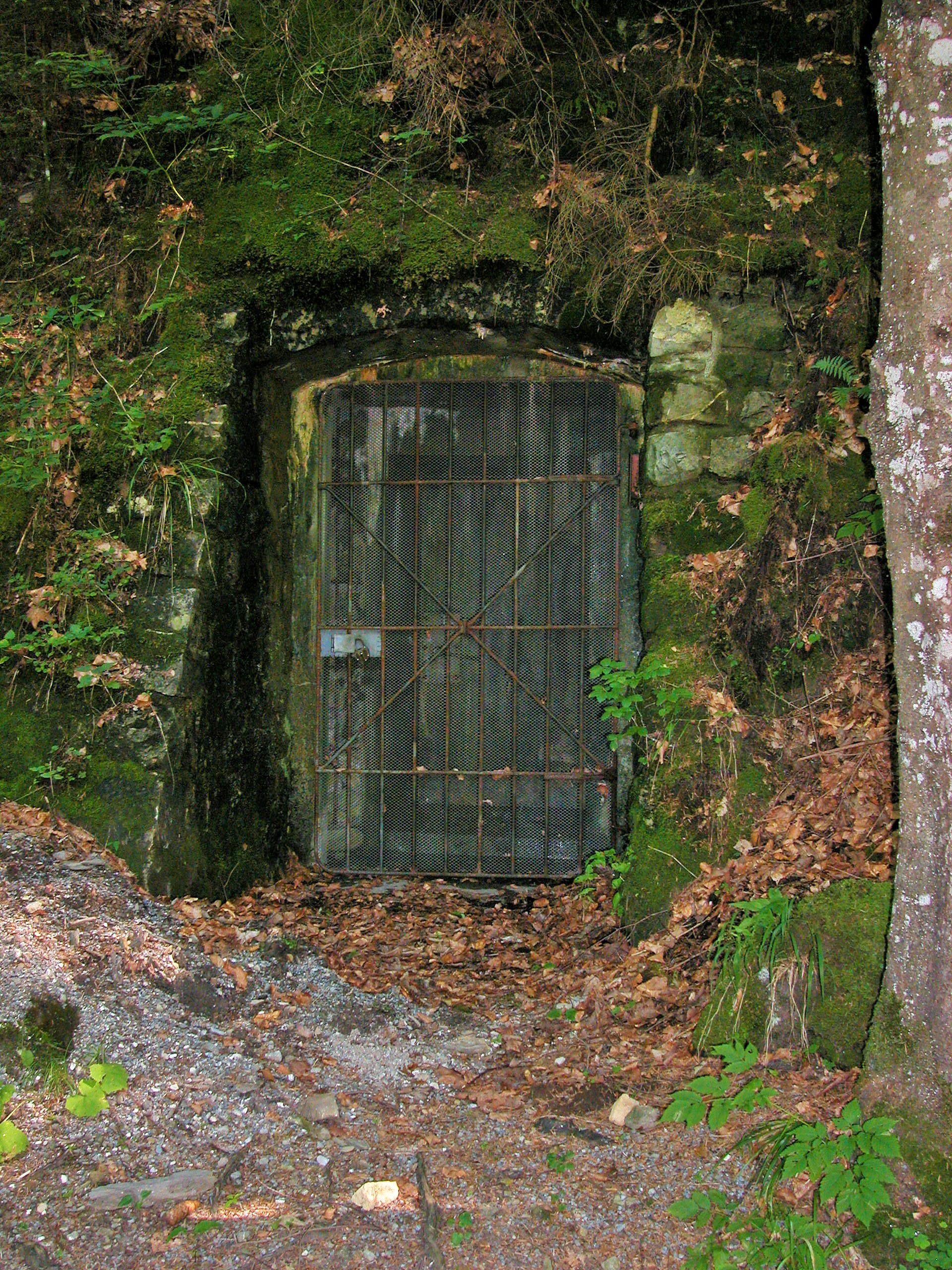
Kommandoposten Schwand der 8. Division
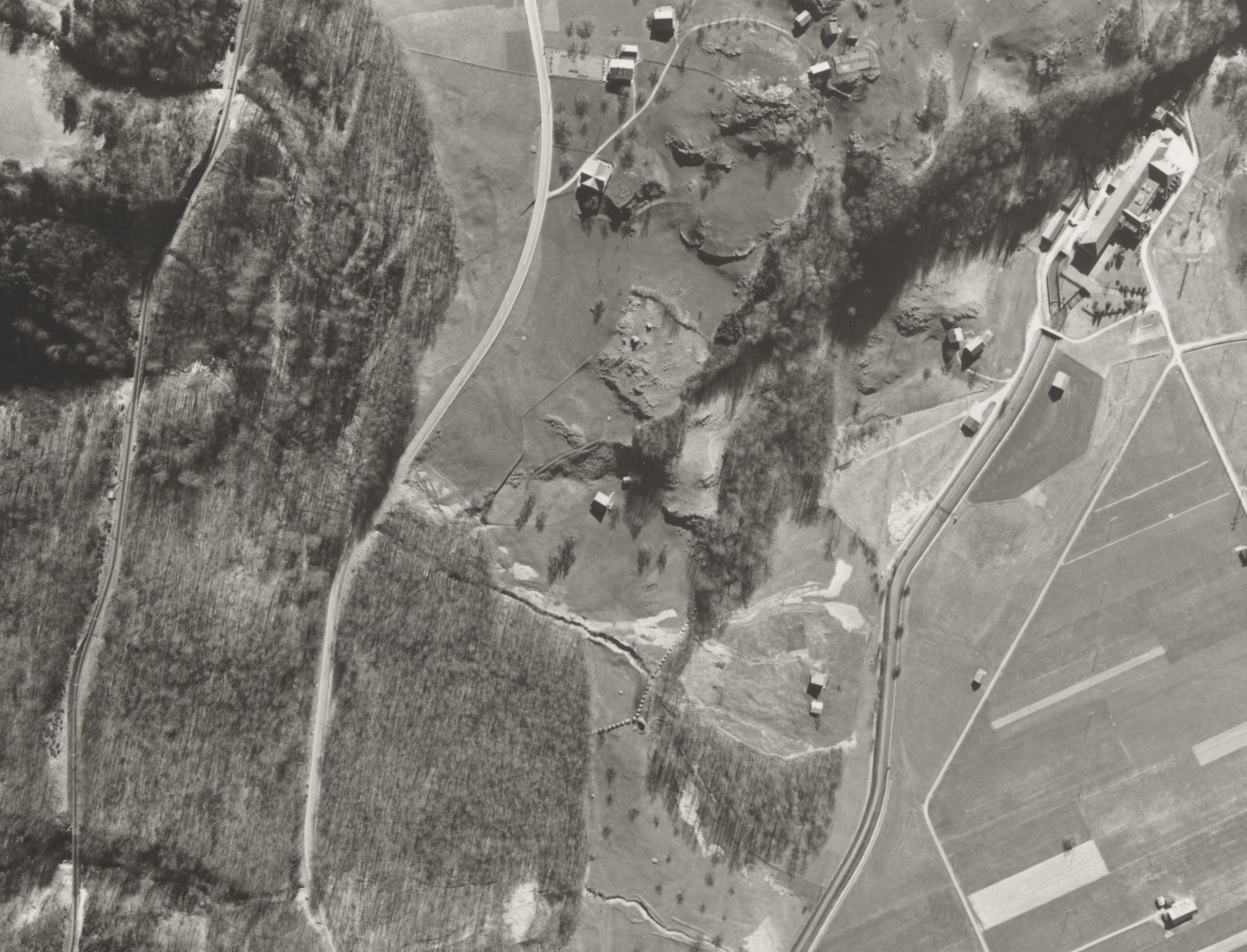
Panzersperre unterhalb des Hotels Landhaus

### Kommunikation
Zur Sicherstellung der Kommunikation zwischen den auf dem ganzen Gemeindegebiet verstreuten Militäranlagen wurden Telefon- und Funknetze aufgebaut. Zusätzlich wurde auch der Brieftaubendienst eingesetzt.
- Funker Forsthütte Zwirchi ⊙
- Telefonnetze Schwand-Kleinteil usw. ⊙
- Übermittlungstruppen Juch/Grossteil ⊙
- Telefonleitung Sörenberg–Jänzimatt–Fluonalp ⊙

### Transportanlagen und Rochadeachse
Für den Transport von Bau-, Militärmaterial und Nachschub sowie als wintersichere Rochadeachse wurden durch den Seilbahndienst mehrere Militärseilbahnen eingerichtet und betrieben.
Ab Herbst 1941 bauten polnische, italienische und sowjetische Internierte Verbindungsstrassen über die Höhen ins Entlebuch: Glaubenbielenstrasse, Strasse zum Sattelpass, Teile des Höhenkarrwegs Glaubenbielen–Sattelpass–Glaubenberg, das Anfangsstück der neuen Kleinteiler Bergstrasse vom Riedacher bis Mettlen und die Kilchwegstrasse im Grossteil.
1941 brachte die Elektrifizierung der strategisch wichtigen Brünigbahn eine Zeiteinsparung auf der Strecke von Luzern nach Interlaken von fast einer Stunde.
- Talstation Mörlialp-Glaubenbielen-Habchegg MSB50 (heute Restaurant Mörlialp) ⊙
- Winkelstation in Glaubenbielen MSB50 ⊙
- Talstation Habchegg (Mariental, Sörenberg) MSB50 ⊙
- Holzseilbahn Zimmerplatz-Talwald MSB52 ⊙
- Umlenkstation Hinterbrenden MSB52 ⊙
- Talwald Bergstation MSB52 ⊙
- Seilbahn Talwald-Schälf (Iwi) MSB53 (1308 m ü. M.) ⊙
- Standseilbahn Talwald-Hohnegg MSB54 (Versorgung Gebiet Sattelpass) ⊙

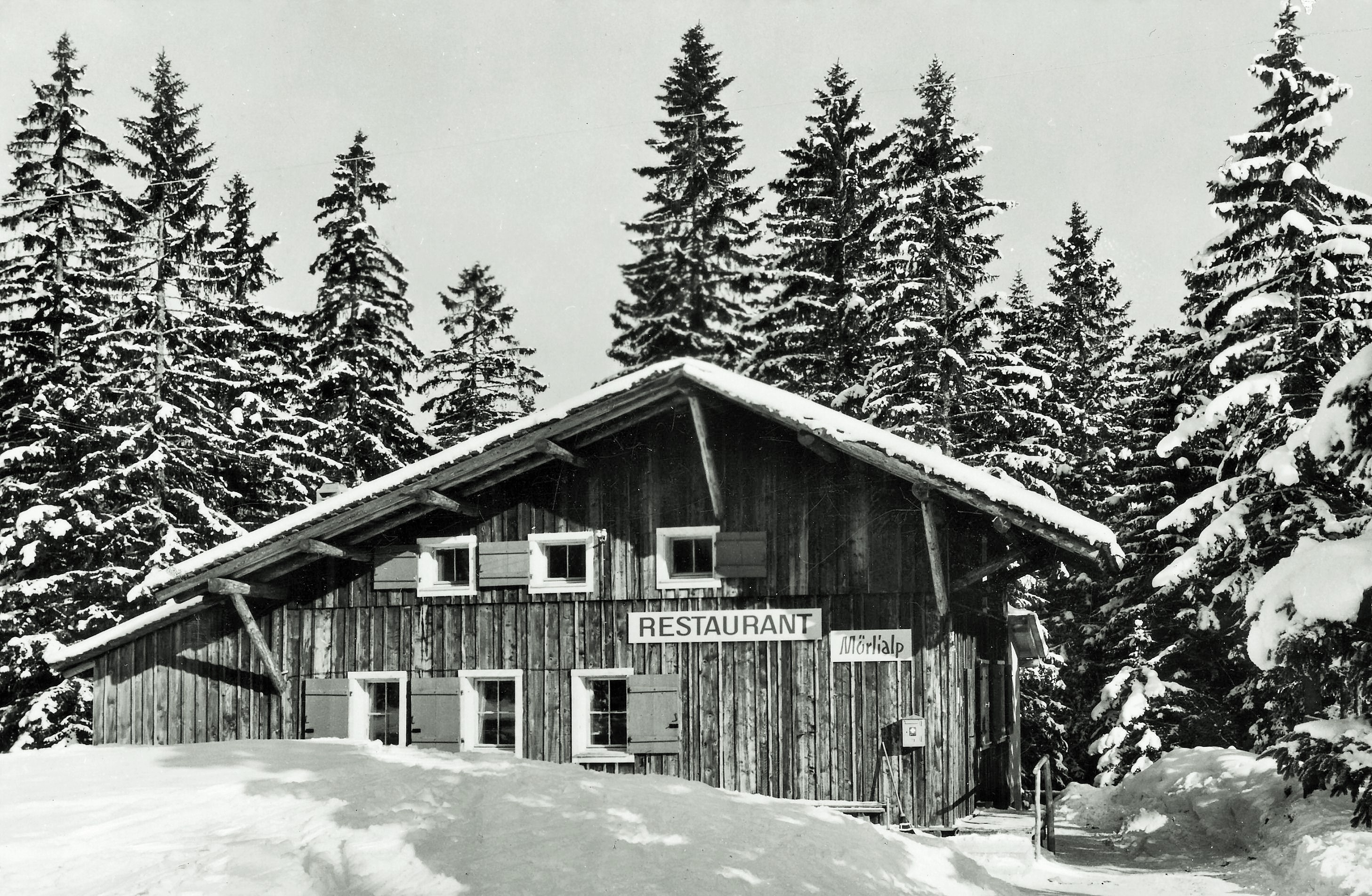
Talstation Mörlialp (in Restaurant umgebaut) MSB50
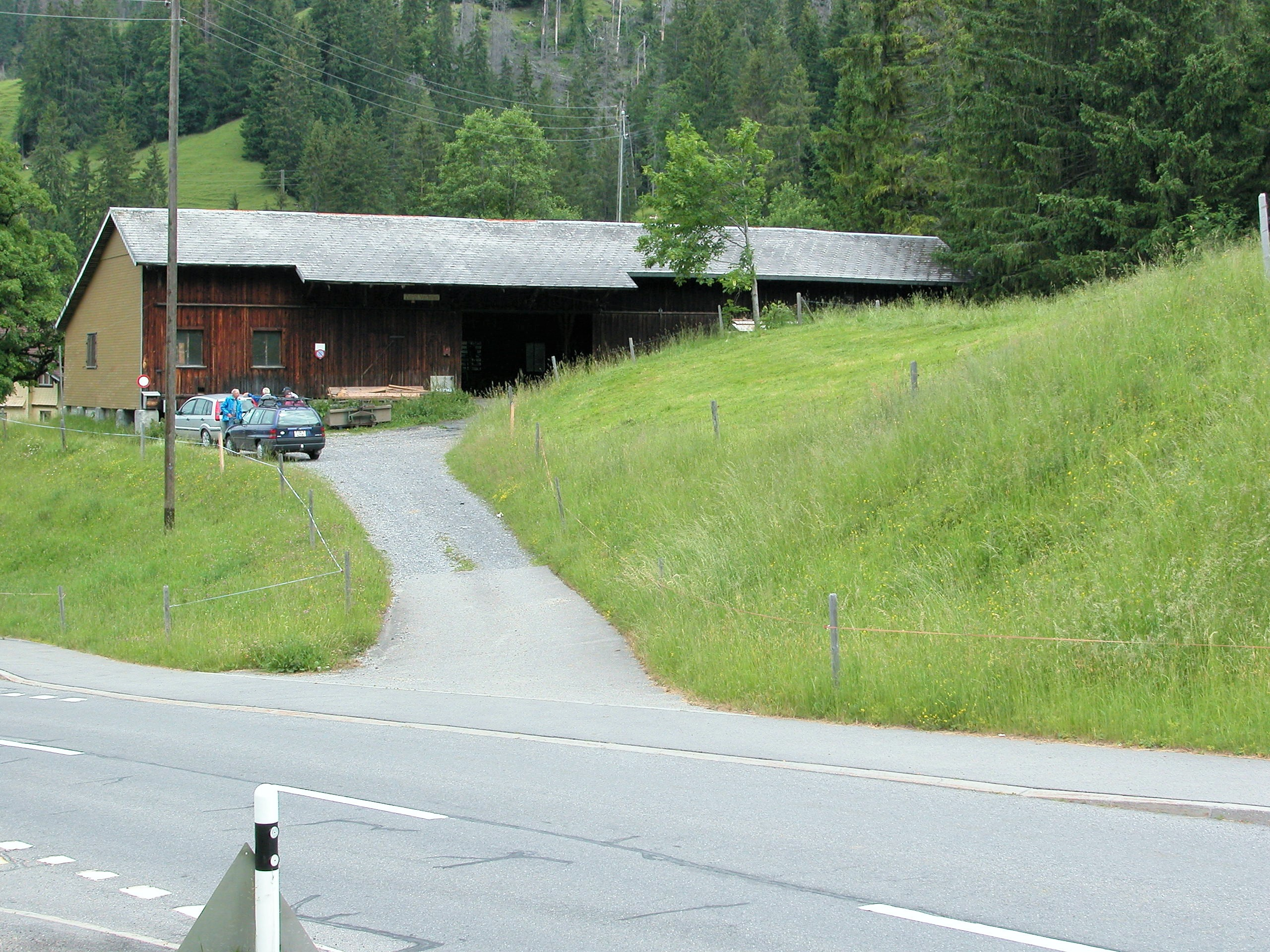
Talstation Habchegg MSB50
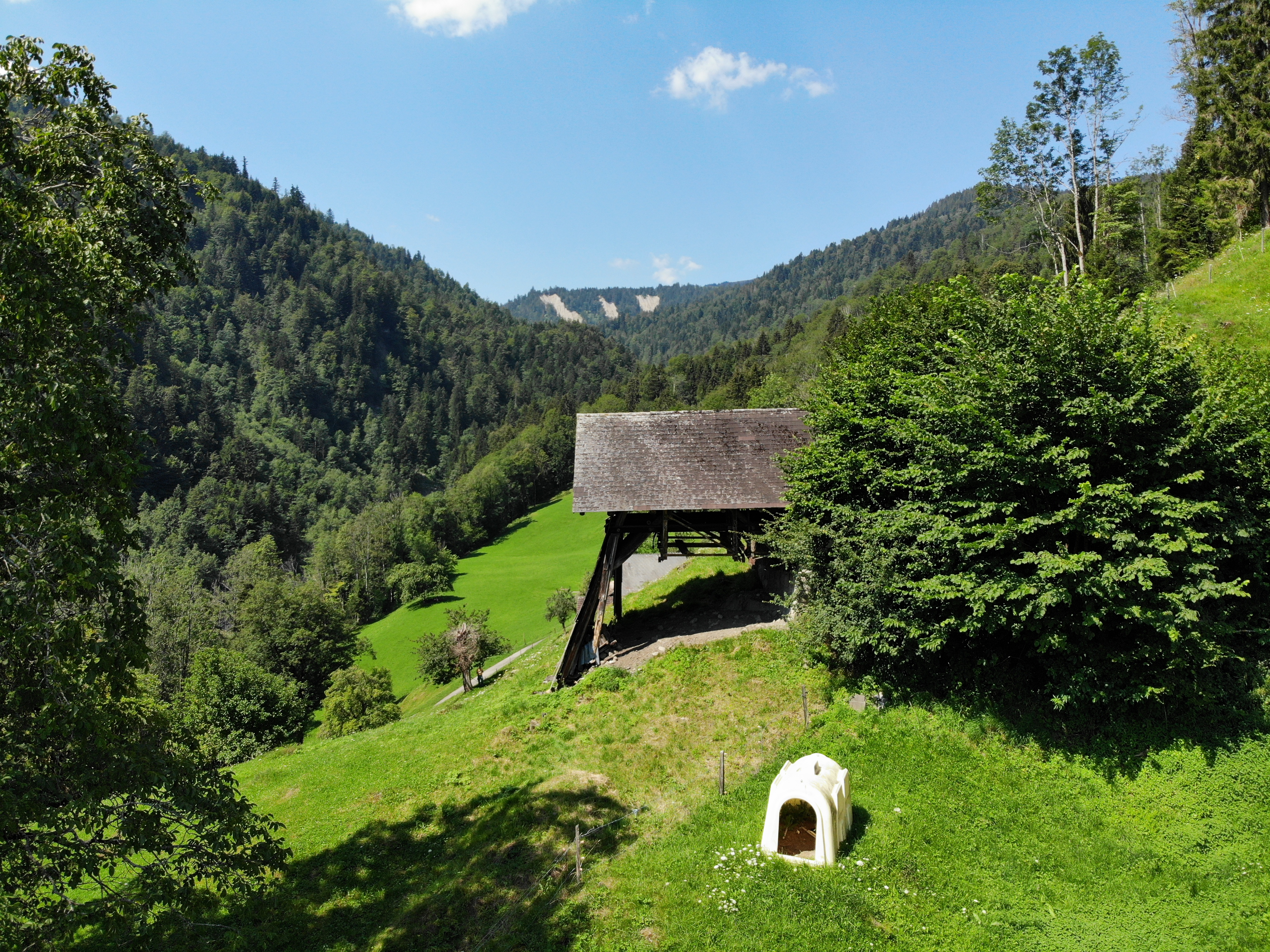
Umlenkstation Hinterbrenden MSB52

### Interniertenlager
Die Internierten waren in Giswil in den Lagern Forstwald, Herber/Ninzenacher, Sattelpass, Breitstein und in Unterkünften und Einsatzorten von der Mörlialp bis Glaubenbielen untergebracht. Sie stammten aus Polen, Italien, der Sowjetunion sowie einige aus Deutschland und Österreich.
Neben den Interniertenlagern musste die Gemeinde aufgrund einer Verfügung des Territorialkommandos 8 in Luzern Vorbereitungen (Requisition eines Grundstücks in Untergass, Grossteil) für ein allfälliges Lager mit 2000 bis 3000 Kriegsgefangenen treffen.
- Interniertenlager Forstmattli ⊙
- Polenkapelle Forstmattli ⊙
- Interniertenbaracken Sattelpass Heiwmattli ⊙
- Interniertenbaracken Italiener, Herber, Ninzenacher ⊙

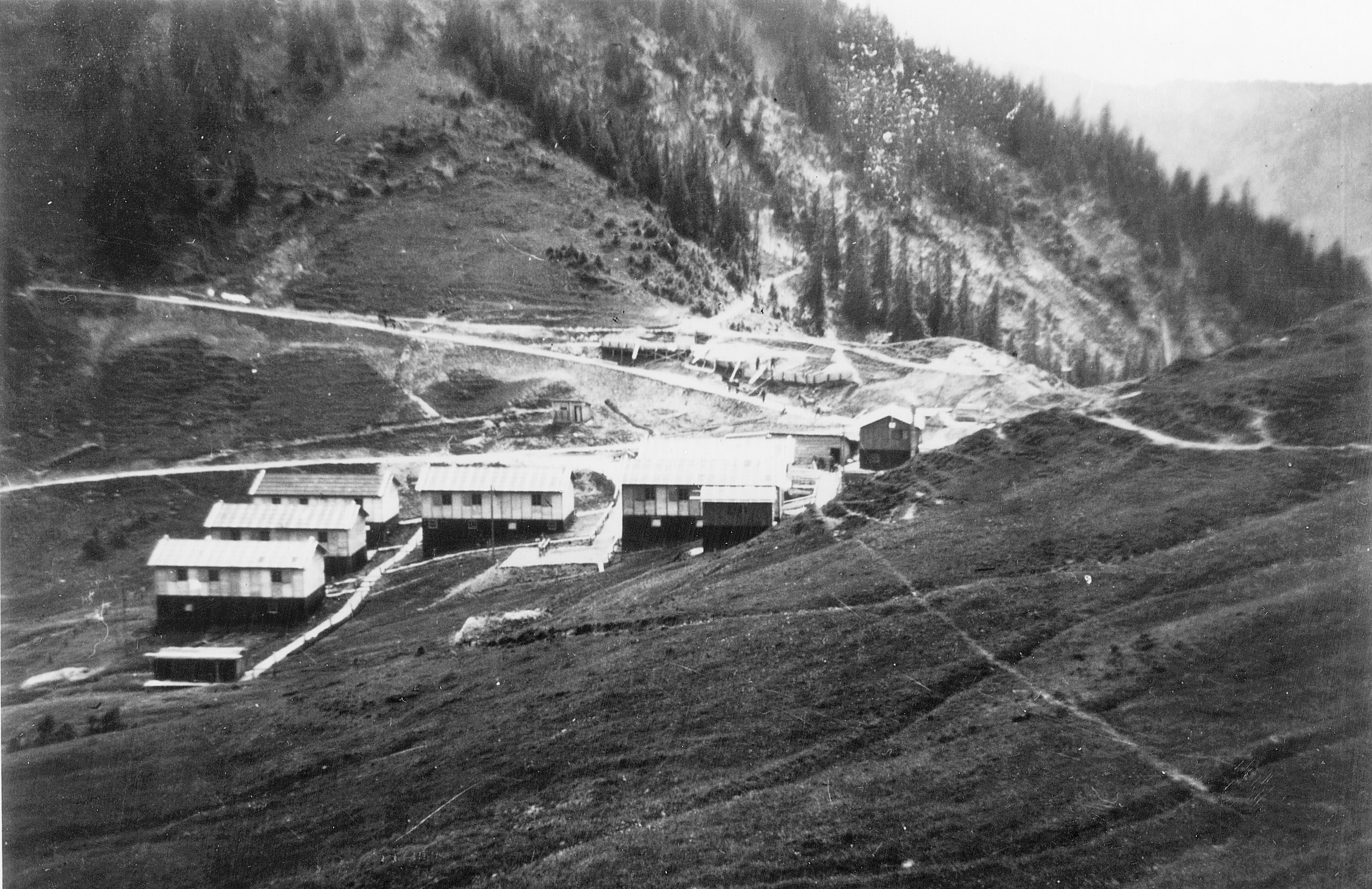
Interniertenlager Sattelpass